# Église Sainte-Catherine de Montaut
Pour les articles homonymes, voir Église Sainte-Catherine.
L'église Sainte-Catherine se situe sur la commune de Montaut, dans le département français des Landes. Elle est inscrite au titre des monuments historiques par arrêté du 5 octobre 1970.

## Situation
L'église Sainte-Catherine est située au 227, rue Henri II (côté nord de la rue). Son chevet est tourné vers le nord,.

## Historique

### XIVesiècle: première construction
La première construction de l'église Sainte-Catherine remonterait au XIVe siècle. Elle n'est alors qu'une simple chapelle de bourg : le chef-lieu de la paroisse est Brocas « depuis un temps immémorial », avant que le simple hameau de Montaut ne se développe en bourg fortifié au gré des rivalités seigneuriales et des conflits de la féodalité.
Son portail est déjà sur la même façade que maintenant, côté sud (actuelle rue Henri II). Mais elle est construite sur l'une des portes d'enceinte à l'extrémité ouest de la rue principale du village ; son clocher (construit à la fin du siècle) chevauche cette rue et sert toujours de porte à celle-ci.
Elle est à l'origine constituée d'une salle unique terminée en hémicycle vers le nord, d'architecture romane, éclairée par des fenêtres dont il ne subsiste qu'une ouverture trilobée et bouchée située sur l'arc qui donne accès à la chapelle de la Vierge dans le mur Est (à droite depuis l'entrée de l'église).[réf. nécessaire] 
Lors de son édification, le chœur est séparé de la nef par un arc, dont il ne reste aujourd'hui que le départ des ogives détruites, à l'entrée de l'ancien chœur.
La nef est initialement divisée en trois travées[réf. nécessaire] dont il reste les colonnettes, six chapiteaux ornés de feuillages ou de personnages et les voûtes où demeure une belle clef historiée.
L'accès à l'église se faisait au travers d'une ouverture en plein cintre située à droite de l'entrée actuelle.[réf. nécessaire]

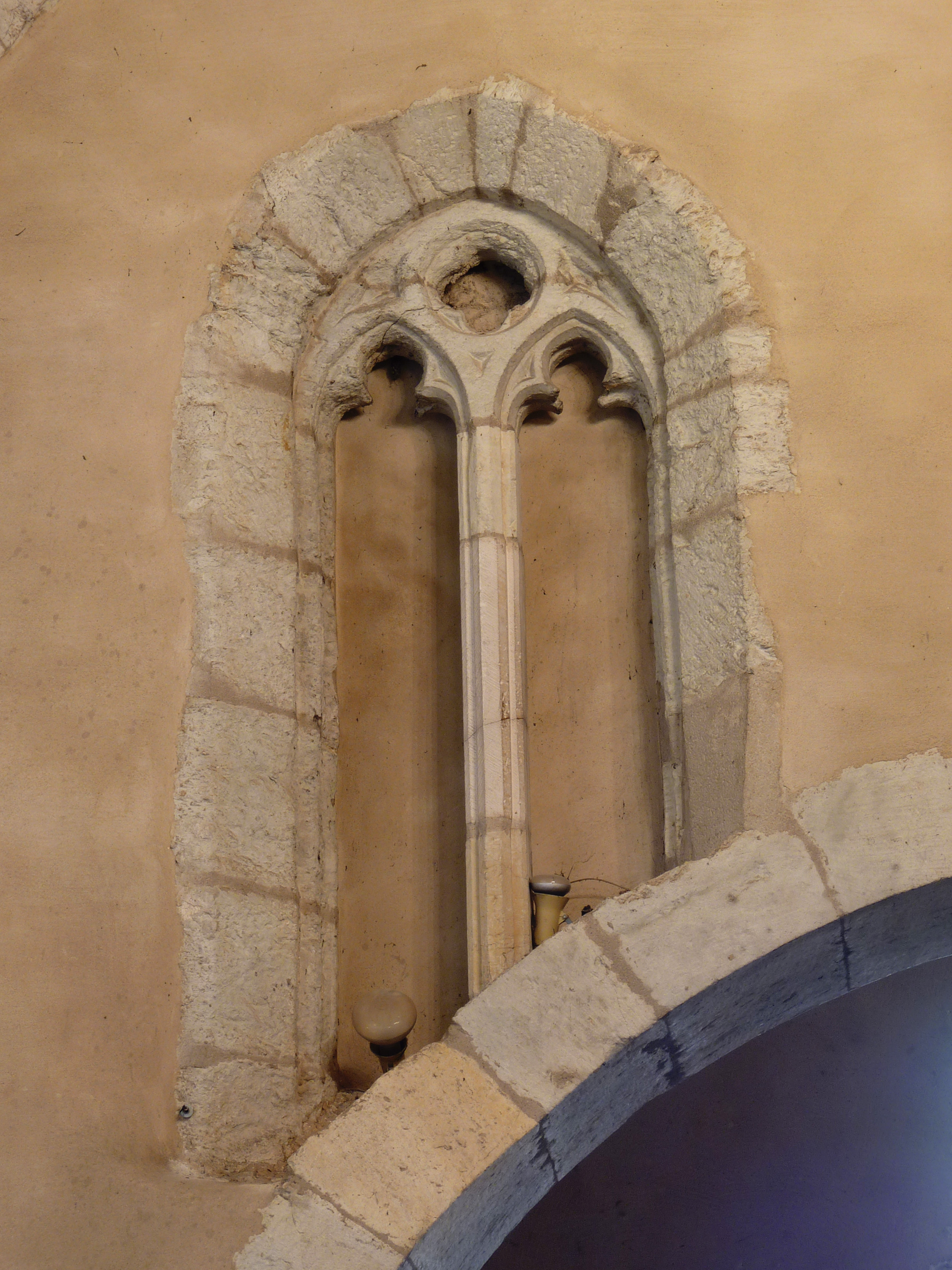
L'ancienne ouverture trilobée
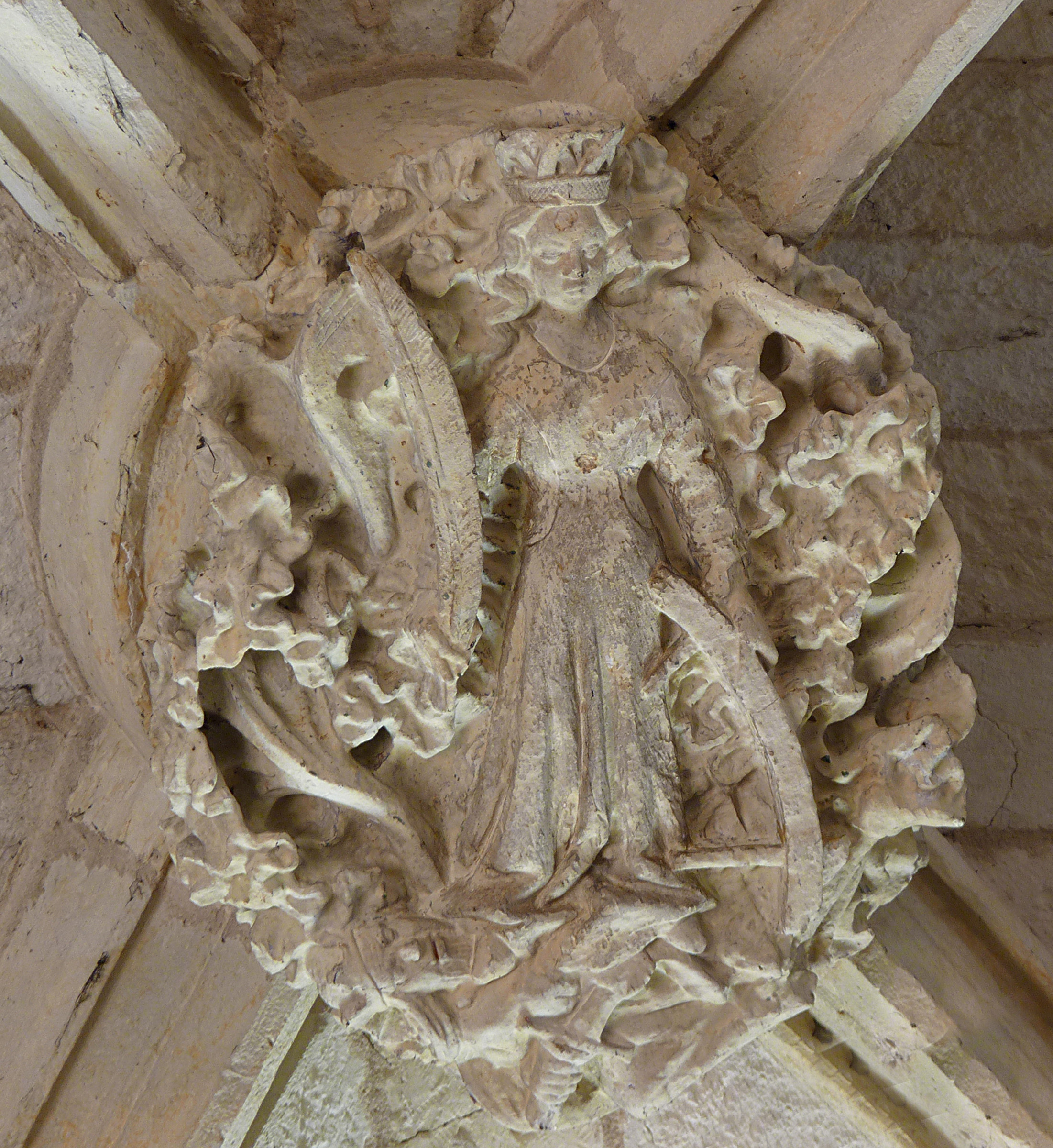
Clef de voûte figurant ste Catherine

Vers la fin du siècle, le chevet est surélevé d'une partie polygonale[réf. nécessaire] et épaulé par des contreforts. Et une tour-clocher est construite sur la porte du village, accolée à l'angle ouest de l'église ; son accès est aménagé dans la nef au travers d'une porte située à l'étage donnant dans une tourelle d'escalier bâtie en encorbellement.

### XVesiècle: agrandissements
Aux alentours de 1500, l'église est considérablement agrandie par l'ajout sur le côté ouest (partie gauche de l'église) d'un collatéral de même dimension que le vaisseau principal (l'église Saint-Pierre de Brocas reçoit elle aussi un collatéral).
L'autel du collatéral est originellement dédié à saint Jean-Baptiste.

### XVIesiècle: les guerres de religion
« Les guerres de religion » – poursuit le général Constans – « furent pour Montaut une époque de désolation. En 1569, les troupes de Montgomery ravagèrent le bourg dont la population se montrait fidèle à la religion catholique. Les soldats du capitaine Thoiras incendièrent le clocher, l'église fut pillée et les cloches enlevées. La démolition de l'édifice fut entreprise par Gabriel et Étienne de Muret. Les ornements, joyaux, vases sacrés furent enlevés. » 

« La reconstruction du bourg fut entreprise dès la fin du XVIe siècle. Pierre de Claverie, ancien régent du collège de Bordeaux et curé de la paroisse, entama la reconstruction de l'église… ».
C'est à cette époque aussi que les voûtes qui s'étaient effondrées au cours des guerres de religion ont été refaites en briques, à la toulousaine.[réf. nécessaire]
La conséquence la plus notable des guerres de religion est le développement du bourg de Montaut en une petite ville fortifiée, avantagée par sa position sur une hauteur (d'où le nom de « Mont haut ») - contrairement à Brocas.

### XVIIesiècle: la chapelle de la Vierge
Jusque là, l'espace utilisé comme sacristie est « un appentis » contre le mur est, à droite de la nef centrale, « ouvert par un arceau taillé dans la muraille en plein cintre, sans moulure et sans harmonie avec l'ensemble ». L'actuelle sacristie est bâtie pendant ce siècle et l' « appentis » transformé en « chapelle ogivale de la Vierge ». Cette chapelle est originellement dédiée à l'Annonciation, puis au Rosaire en 1834. Elle est voûtée d'ogives. L'arc en plein cintre, qui relie la chapelle à la nef centrale, a remplacé une fenêtre aujourd'hui réemployée dans son mur méridional.[réf. nécessaire]
La chapelle, qui fait saillie à l'extérieur, forme un angle avec le chœur ; plus tard, une sacristie vient combler cet angle. Au-dessus de sa porte, un tympan trilobé portant en caractères gothiques le monogramme IHS a été réutilisé là.[réf. nécessaire]
Le retable est du XVIIe siècle. Il est l'un des plus anciens retables conservés dans le département[réf. nécessaire] - le doyen étant probablement le retable en pierre du chœur de l'église Notre-Dame d'Audignon, daté du début du XVe siècle.

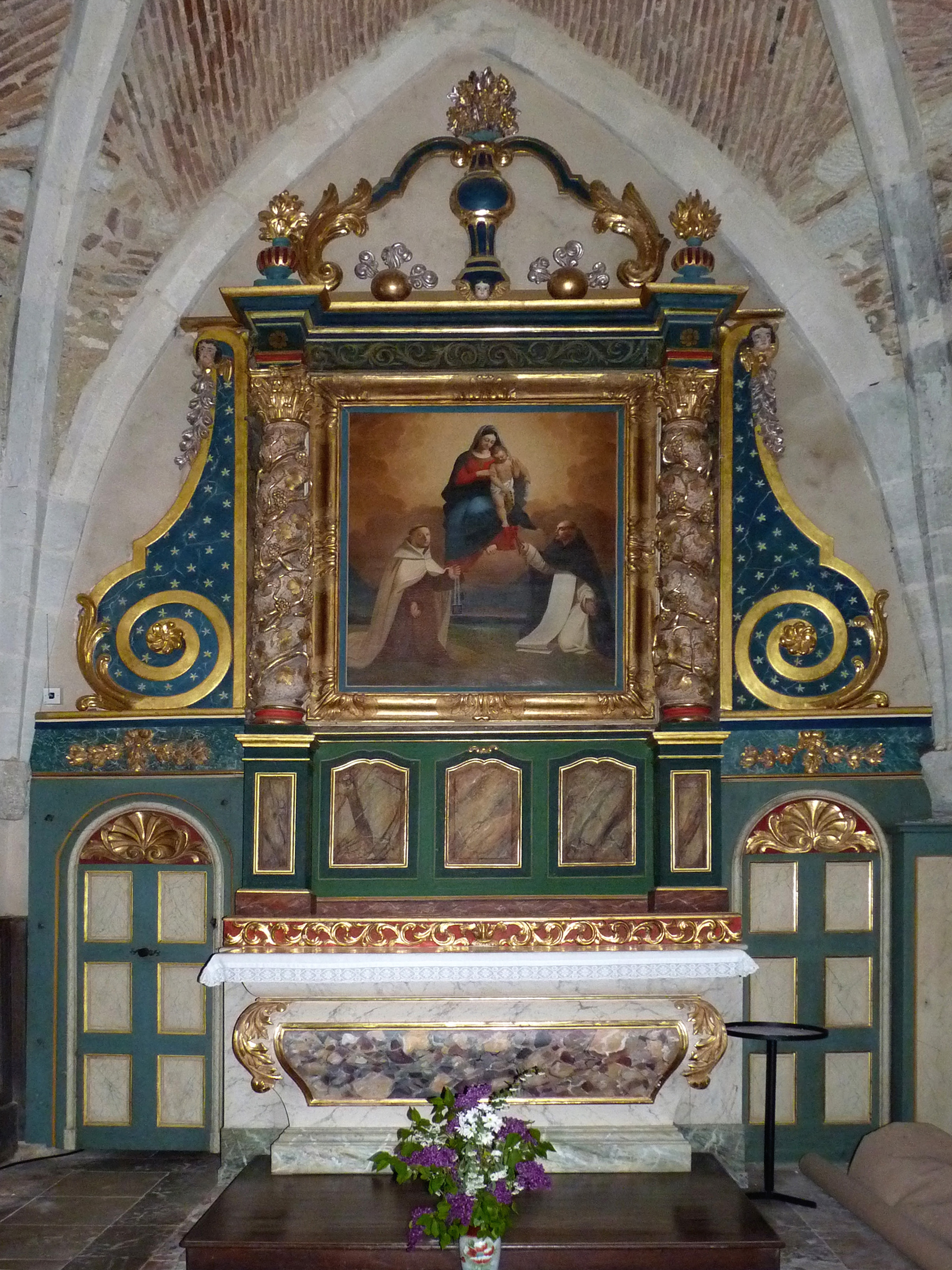
Retable de la chapelle
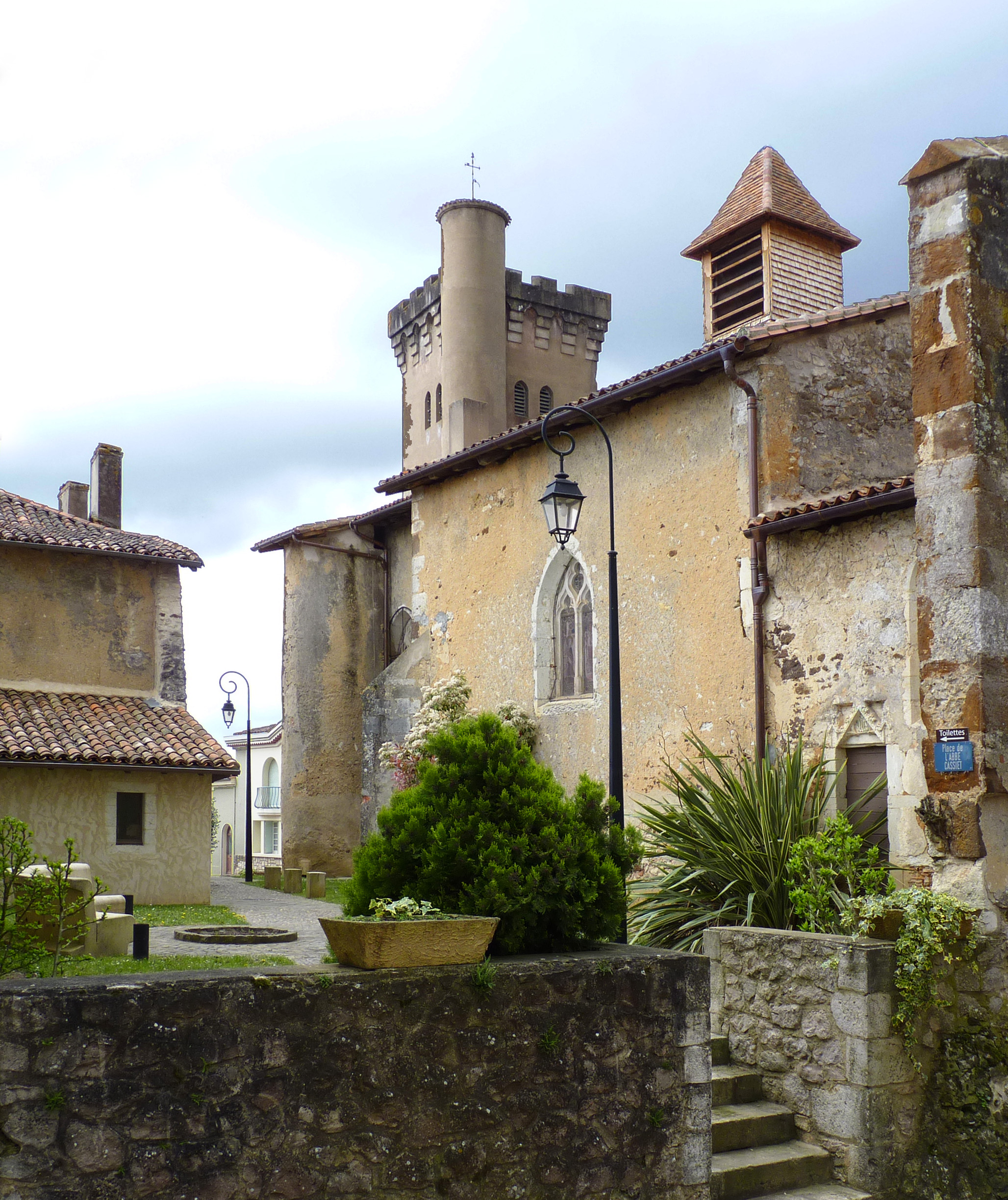
Façade sud - Vue sur la chapelle et la sacristie
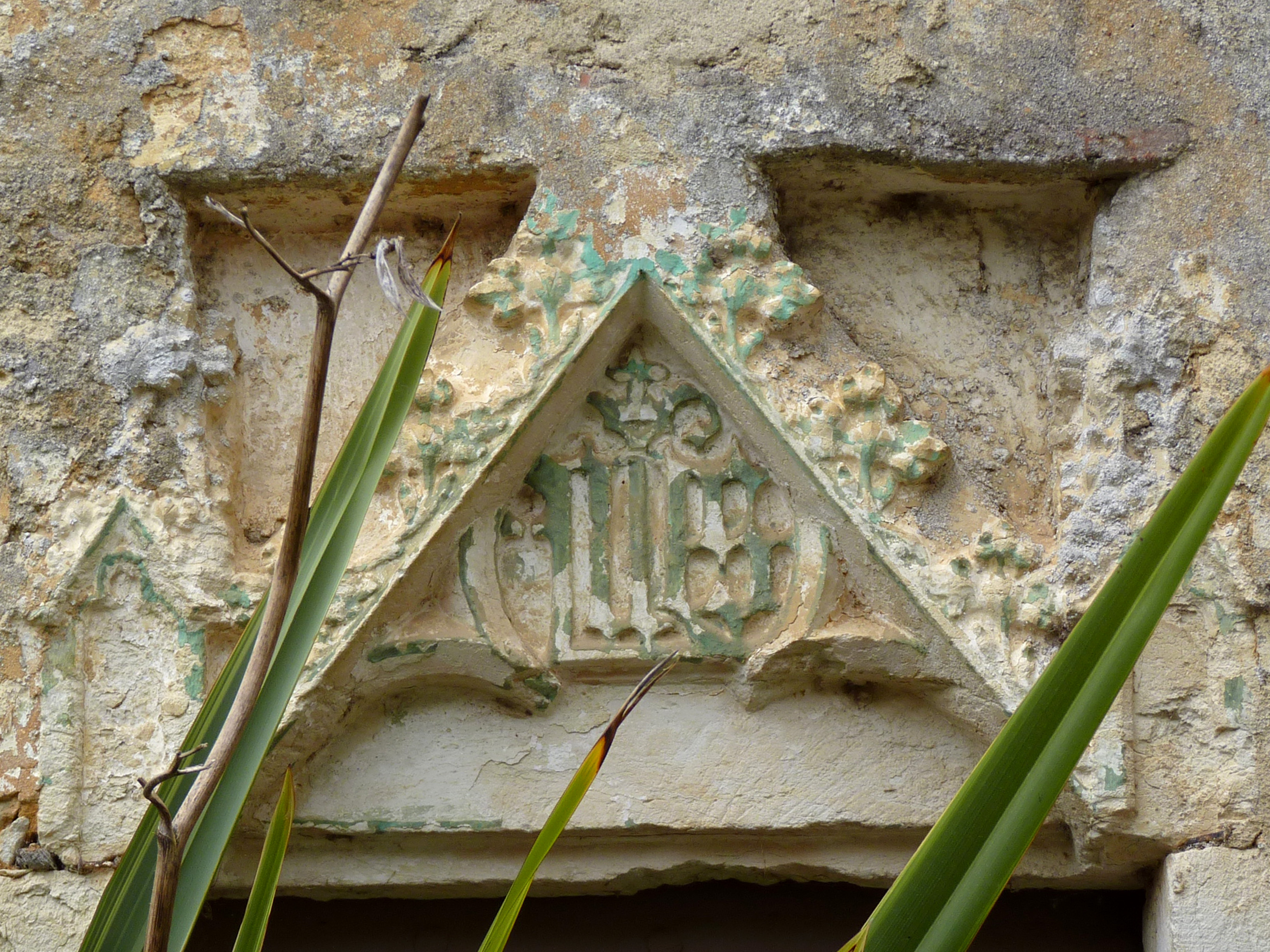
Tympan de la sacristie

À l'approche du XVIIIe siècle, la population du bourg est devenue prédominante sur celle du siège de paroisse Brocas. Le premier curé à quitter Brocas pour habiter à Montaut est Christophe Lafaurie, qui appartient à la famille des seigneurs de Montaut ; d'abord curé d'Ourses (canton d'Arjuzanx), il obtient la cure de Montaut à la fin du siècle (il est en place au plus tard en 1699) et s'installe d'emblée près de la place du bourg, dans la maison de Loubes.

### XVIIIesiècle: le sol restauré
Une cloche de 600 kg est installée en 1760 (en remplacement ou en ajout ?).
En 1786 le sol de l'église est restauré en pierre de Bidache par Antoine Mazzetti (facture du 14 octobre 1787 ?), ces travaux ayant préalablement fait l'objet d'une décision de justice.[réf. nécessaire]
En 1793 la Révolution fait perdre ses plus belles cloches à l'église qui ne conserve qu'une cloche, celle fondue en 1760, pendant plus de quarante ans.
Les curés de ce siècle sont :
- Christophe Lafaurie[11].
- M. d'Abadie-Saint-Germain : il s'établit sur la place de Montaut dans une maison encore appelée la cure en 1864 bien qu'elle soit alors habitée par un médecin[11].
- M. Lagarde de Cazères[11].
- M. Duhart de Nogaro (1746-1788, 42 ans de cure), qui fait des difficultés pour trouver une maison à son goût pour finalement s'installer dans la maison de Lataste. en 1788 il résigne la cure en faveur de M. Bergoignan, vicaire à Souprosse puis à Montaut. Duhart vit 5 ans de plus, est dispensé du serment constitutionnel grâce à son grand âge, et meurt à 91 ans ; il est enterré dans la Plaçotte en dehors et à gauche de la sacristie de Sainte-Catherine)[11].
- Bergoignan a l'honneur douteux d'être curé quand la Révolution éclate[11]. Mais à cette époque, Brocas est desservie par un vicaire nommé Baffoigne[13], qui a pratiqué une cachette dans une maison voisine de la sienne à Taluchet[n 3] pour y dissimuler le prêtre officiant et déjouer les recherches de la maréchaussée[14].

### XIXesiècle: statut paroissial, cimetière, cloches et vitraux
1806 : les paroissiens du bourg, "fatigués de porter leurs morts à Brocas" (ancien siège de la paroisse), obligent la municipalité à faire choix d’un terrain pour un nouveau cimetière à Montaut. Mais celui-ci « ne convient pas du tout, inspire le dégoût, tout le monde se plaint ». Le conseil municipal tergiverse jusqu’entre 1847 et 1855, quand le maire Sylvain Labastugue prend l’affaire en mains avec son nouveau conseil. On joint au terrain acquis en 1806 un emplacement mitoyen "pour faire un beau et immense cimetière".
1808 : le titre de siège paroissial, réservé à l'église de Brocas jusqu'en 1685, passe officiellement à Sainte-Catherine et Brocas devient une succursale.
Pédemagnon de Bétrac, curé à Montaut (1834-1839), commande en 1836 une seconde cloche de 350 kg. Mais celle-ci se casse en 1840. Le curé Lamarque la fait refondre par Delestan, fondeur à Dax ; elle pèse alors 420 kg. Elle cesse de fonctionner en 1853. Le fondeur Tourmeau fils, de Mont-de-Marsan, la refond et porte son poids à 458 kg (la même année il refond une autre cloche pour l'église de Brocas), 
mais cette nouvelle cloche de Sainte-Catherine ne fonctionne que deux ans et Tourmeau fils doit donc la refondre à ses frais en 1855 (elle pèse 449 kg). En 1877 elle est de nouveau refondue et agrandie pour 350 francs.
En 1889, deux petites cloches par Émile Vauthier de Saint-Émilion sont ajoutées aux deux grosses pour un coût de 1 200 francs,,.
La collection de vitraux qui ornent l'ensemble de l'église est datée de 1882. Ils représentent, à droite, sainte Catherine, la patronne de l'église ; à gauche, saint Pierre, le patron de la paroisse ; et au-dessus de la galerie, Notre-Dame de Buglose.[réf. nécessaire]

Vitraux figurant Notre-Dame de Buglose et sainte Catherine
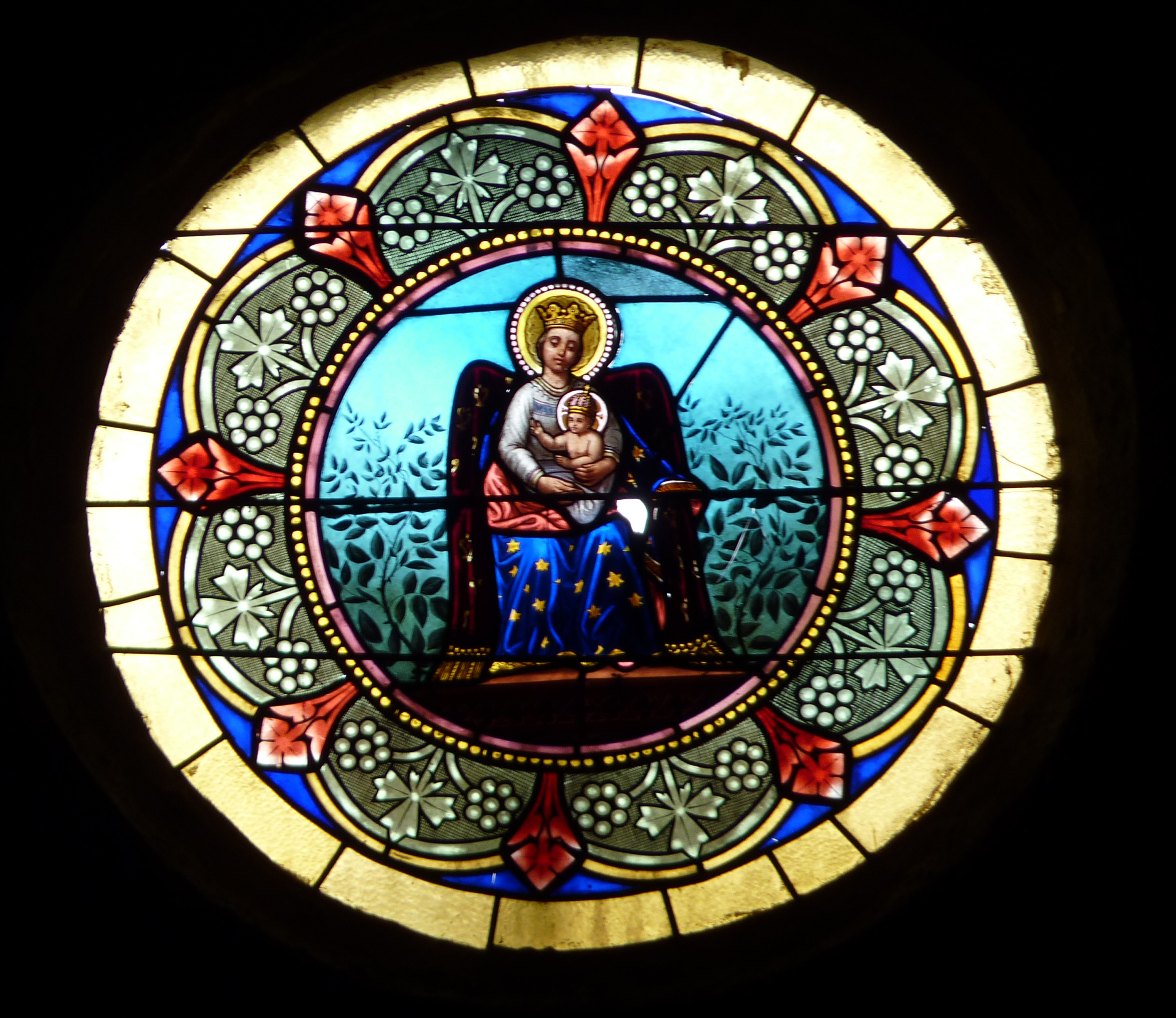
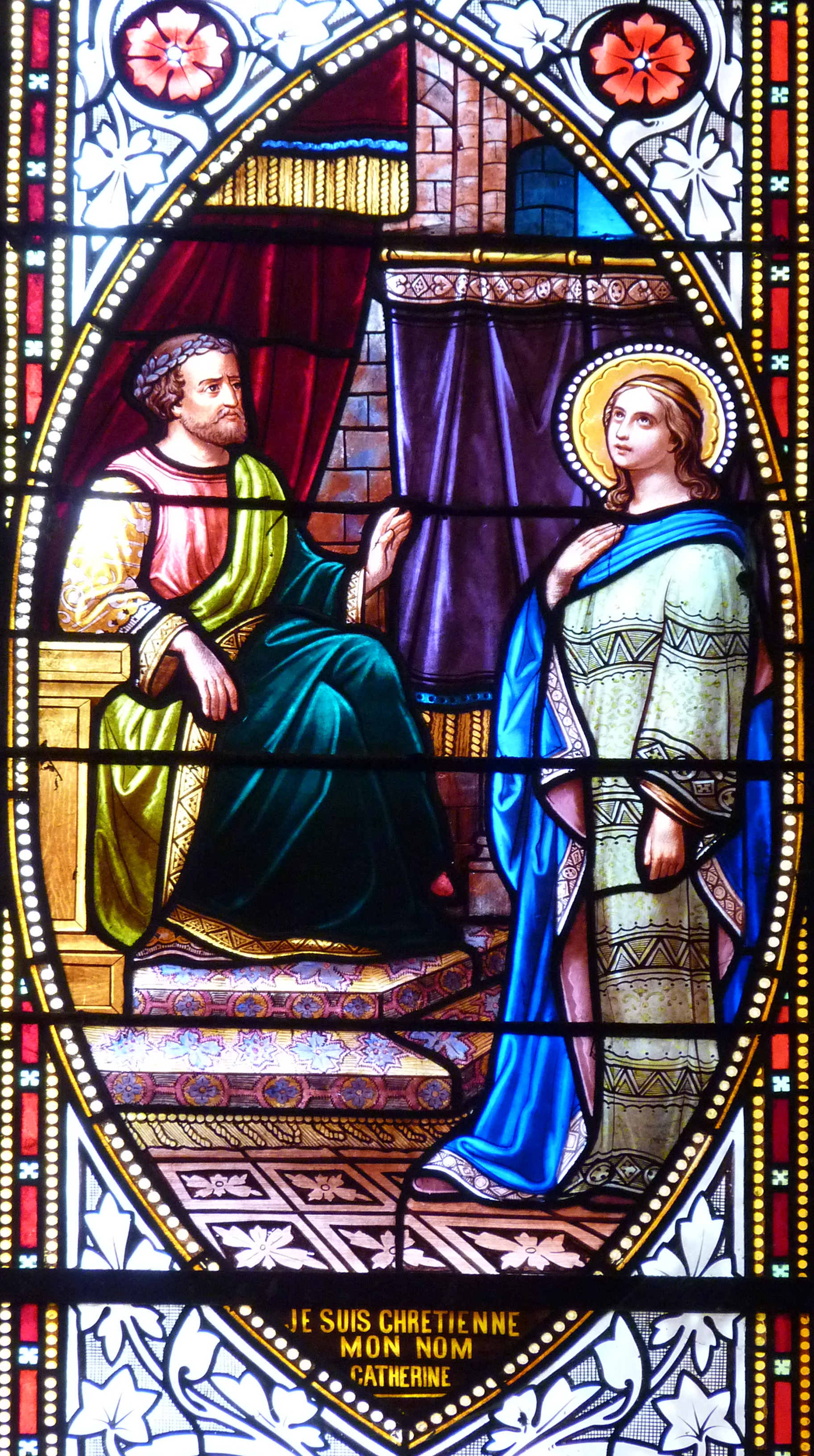
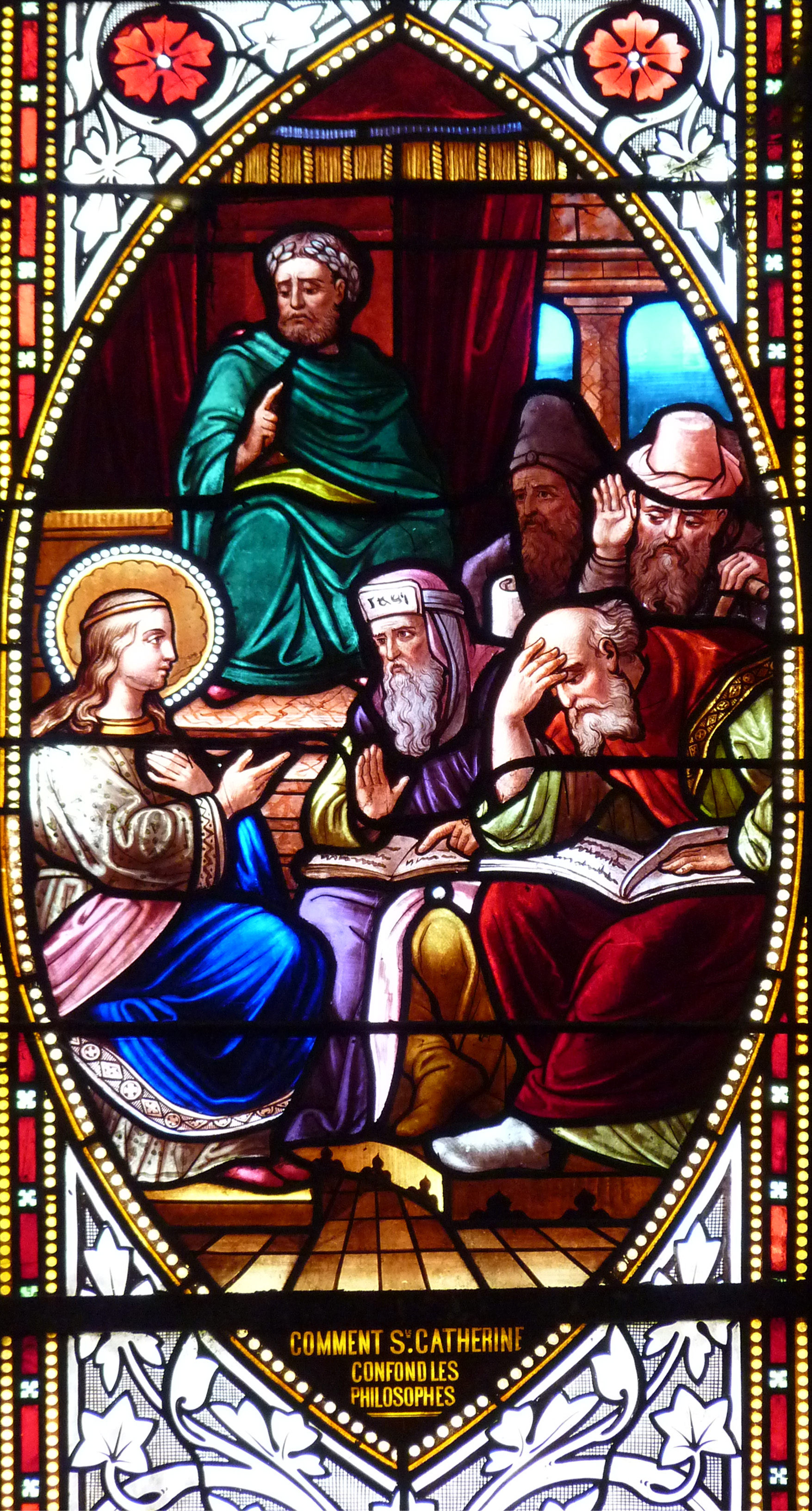
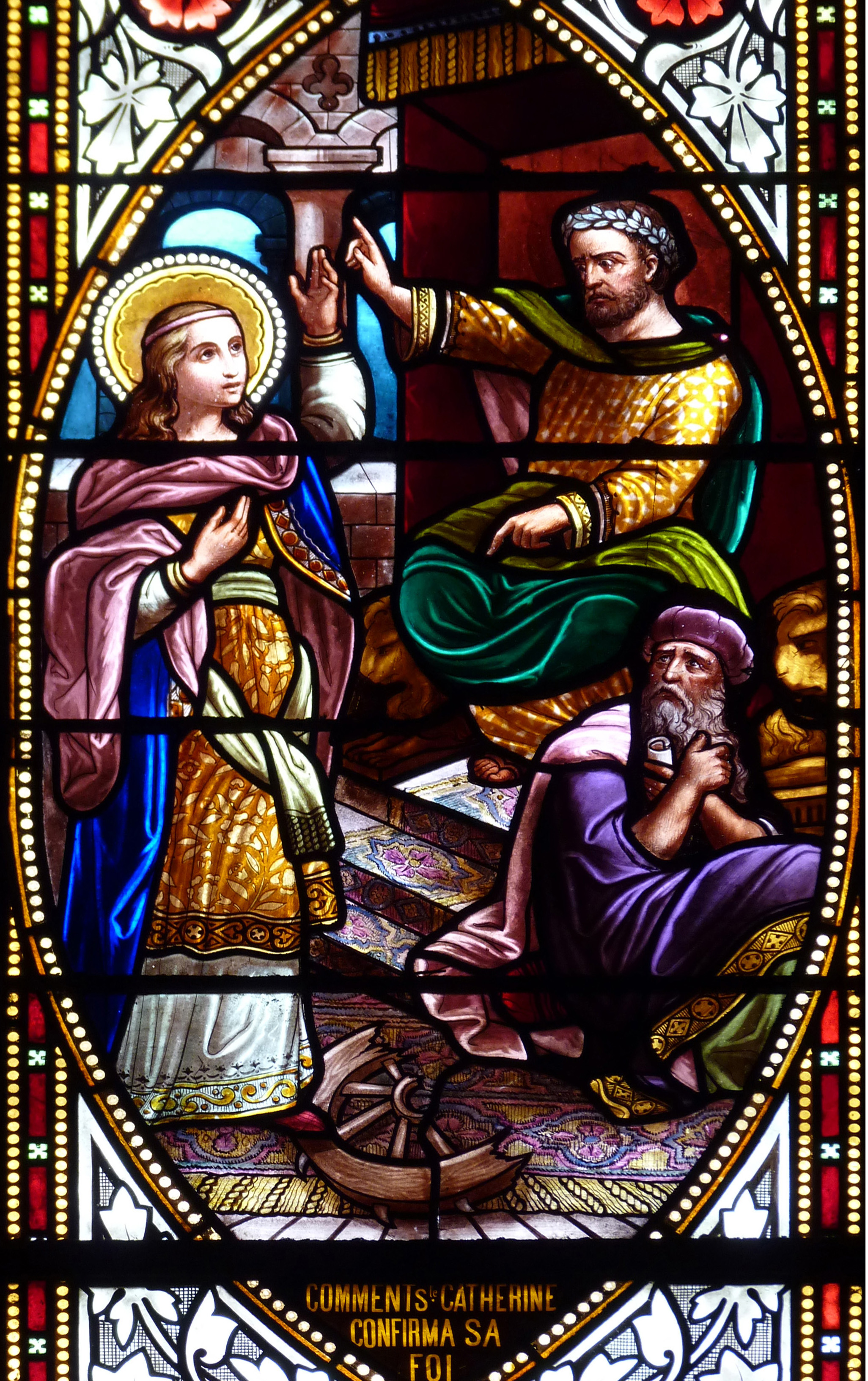
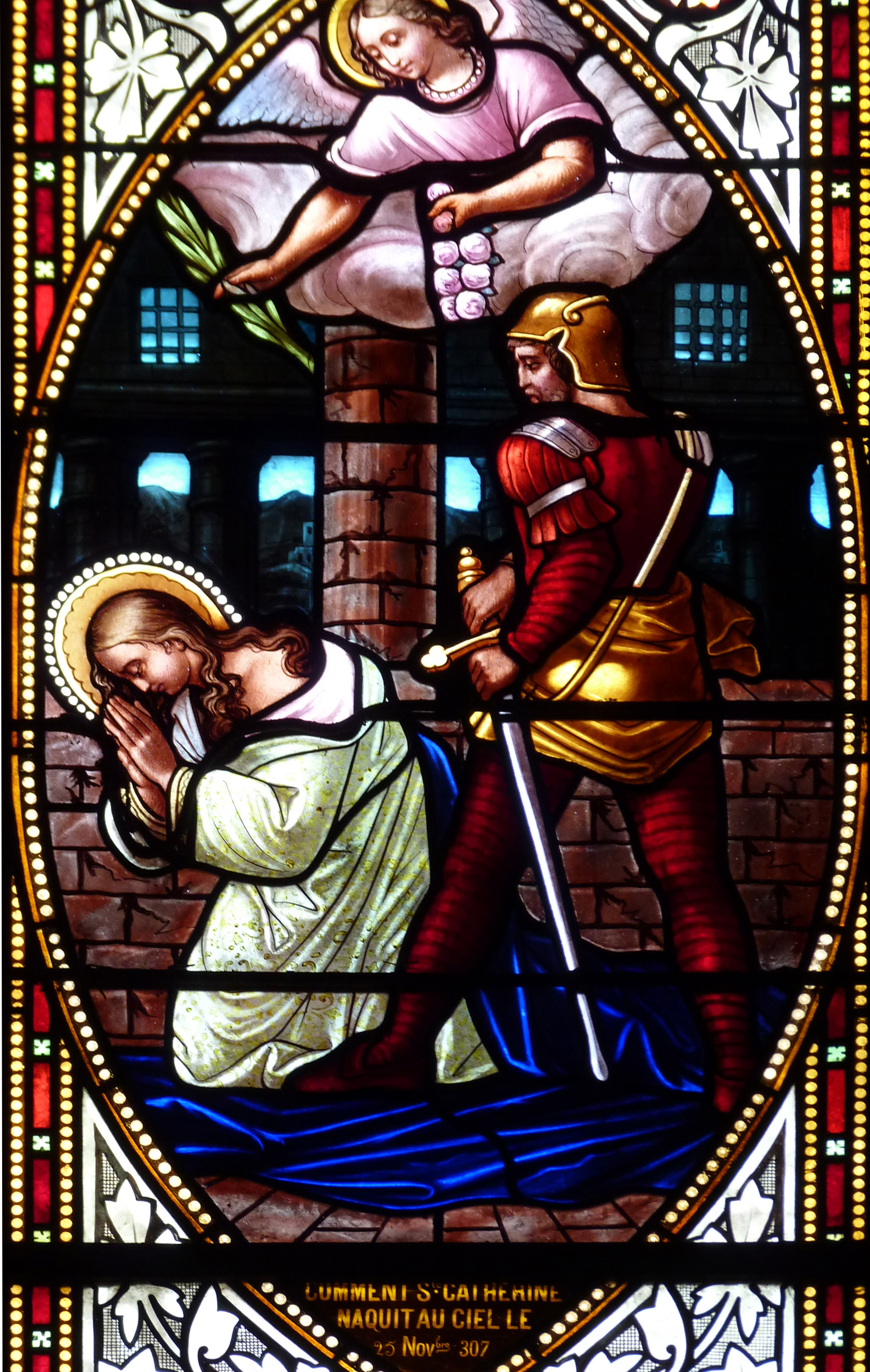

Vitraux figurant saint Pierre
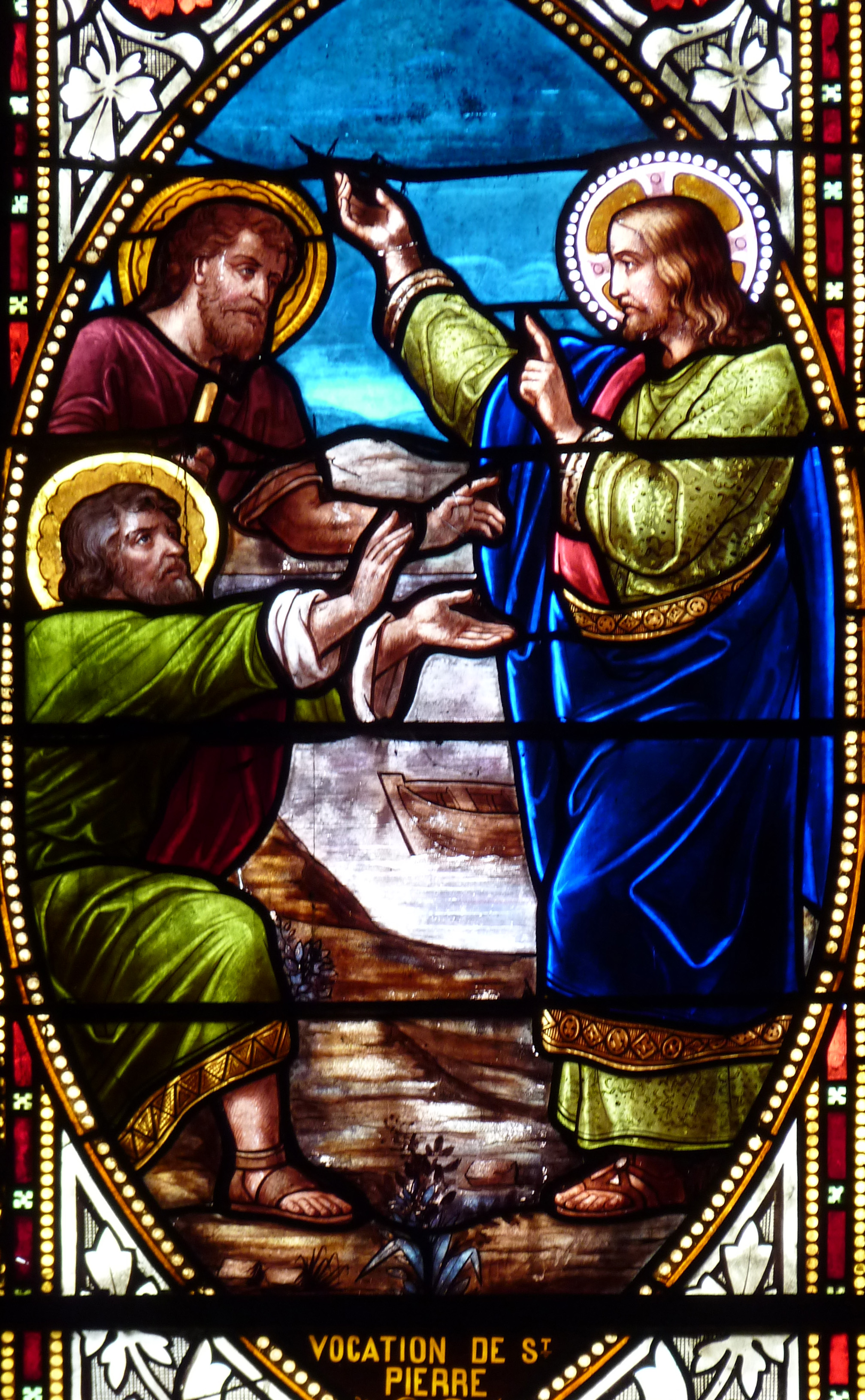
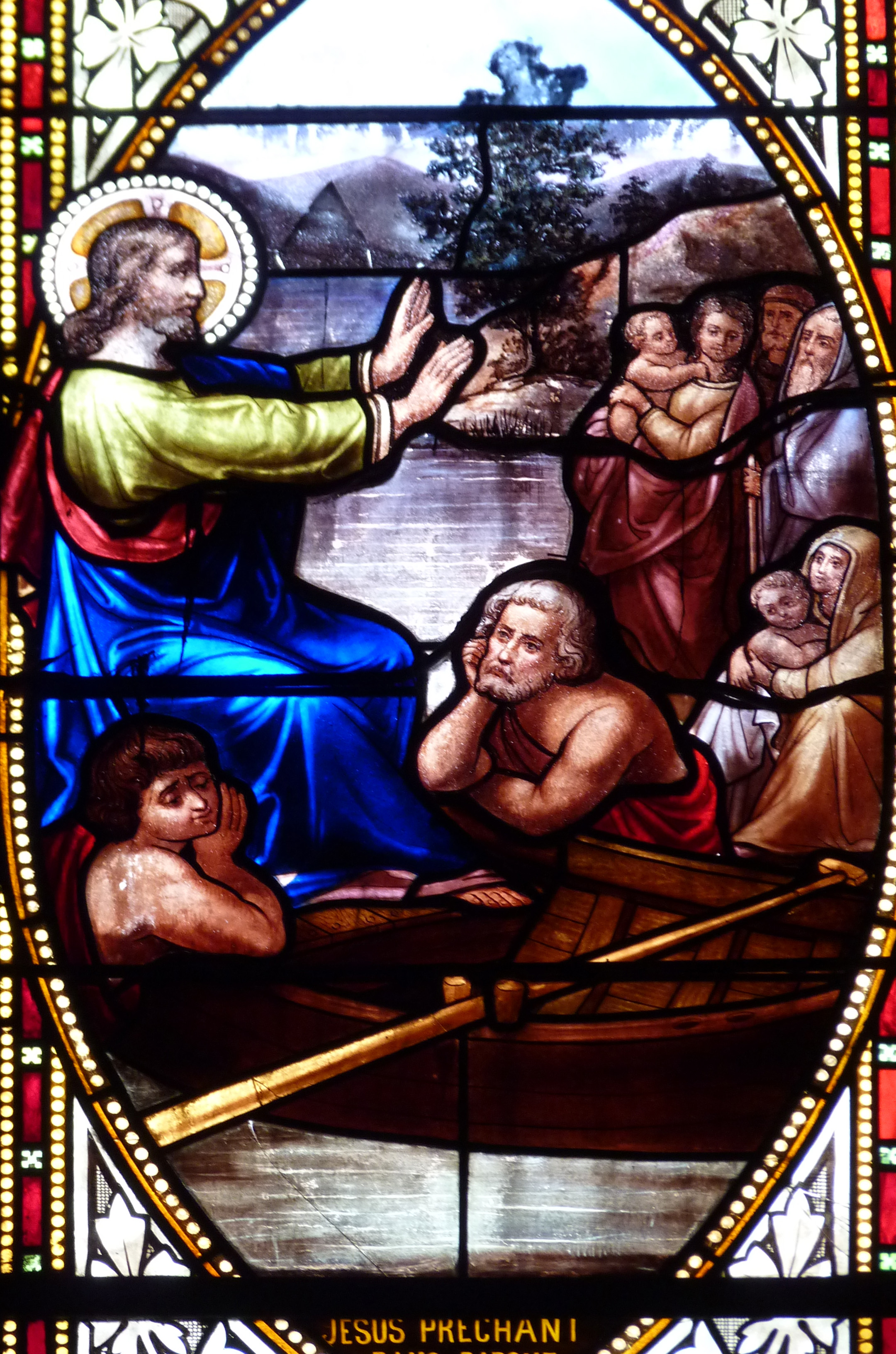
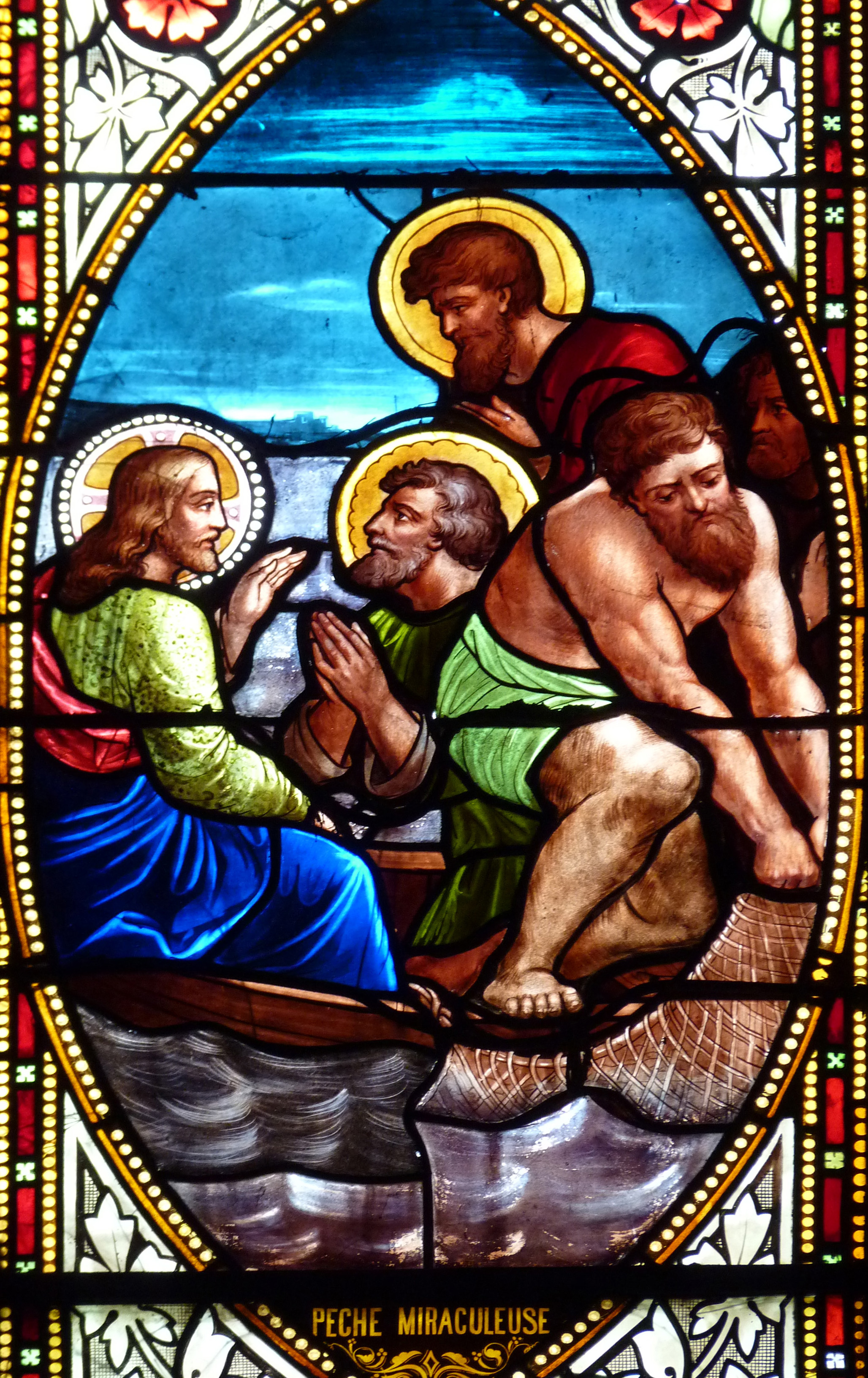
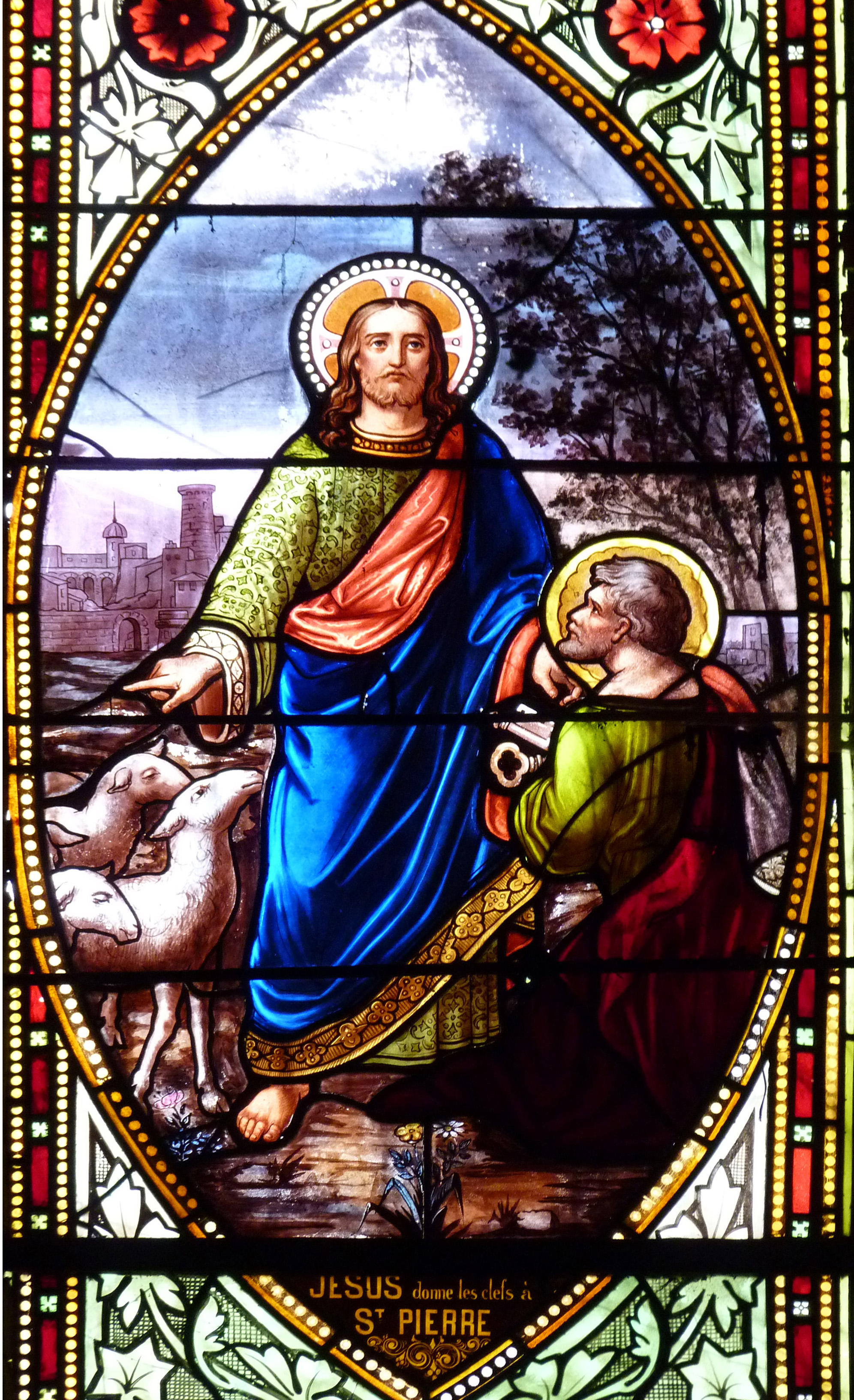
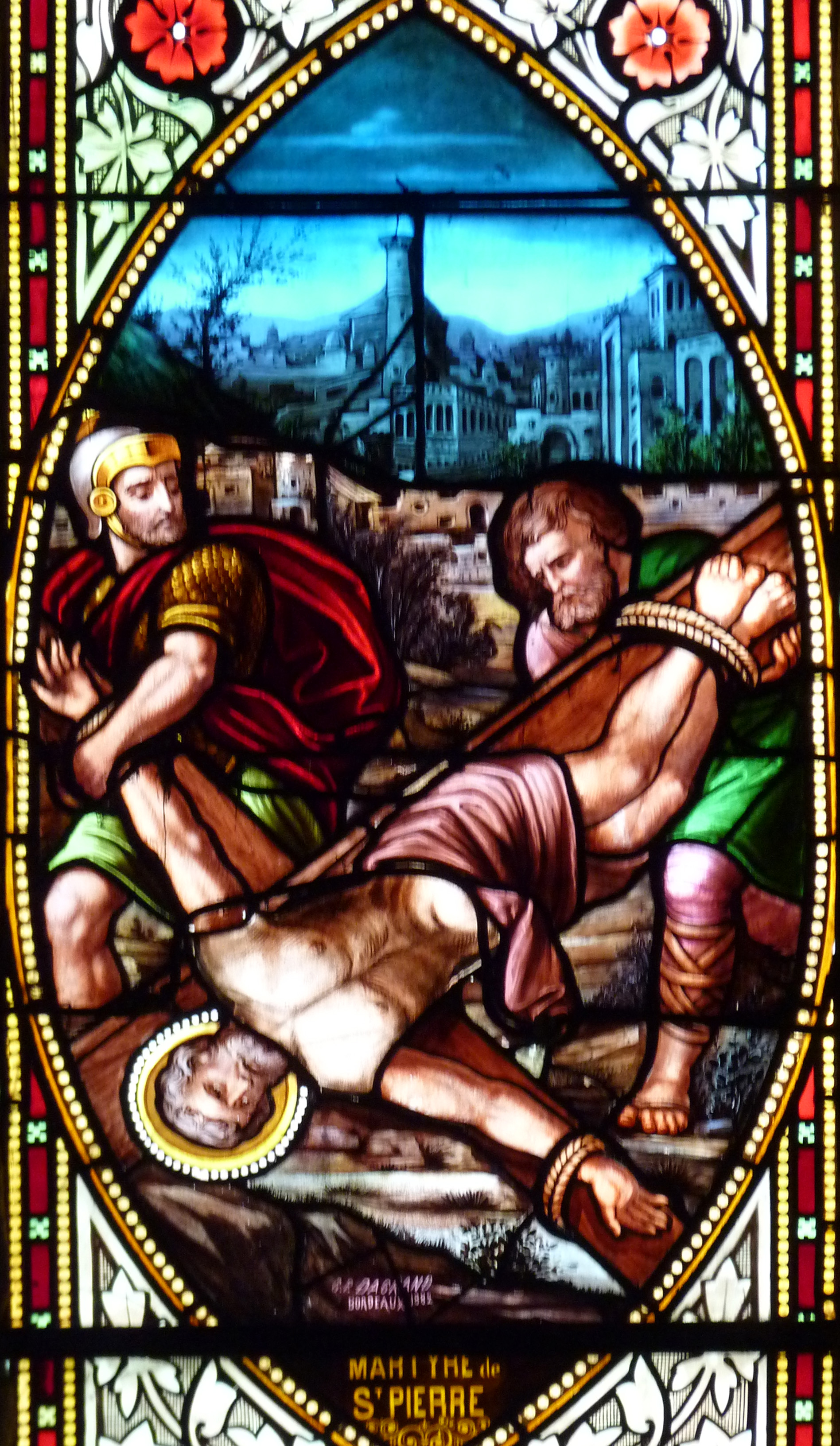
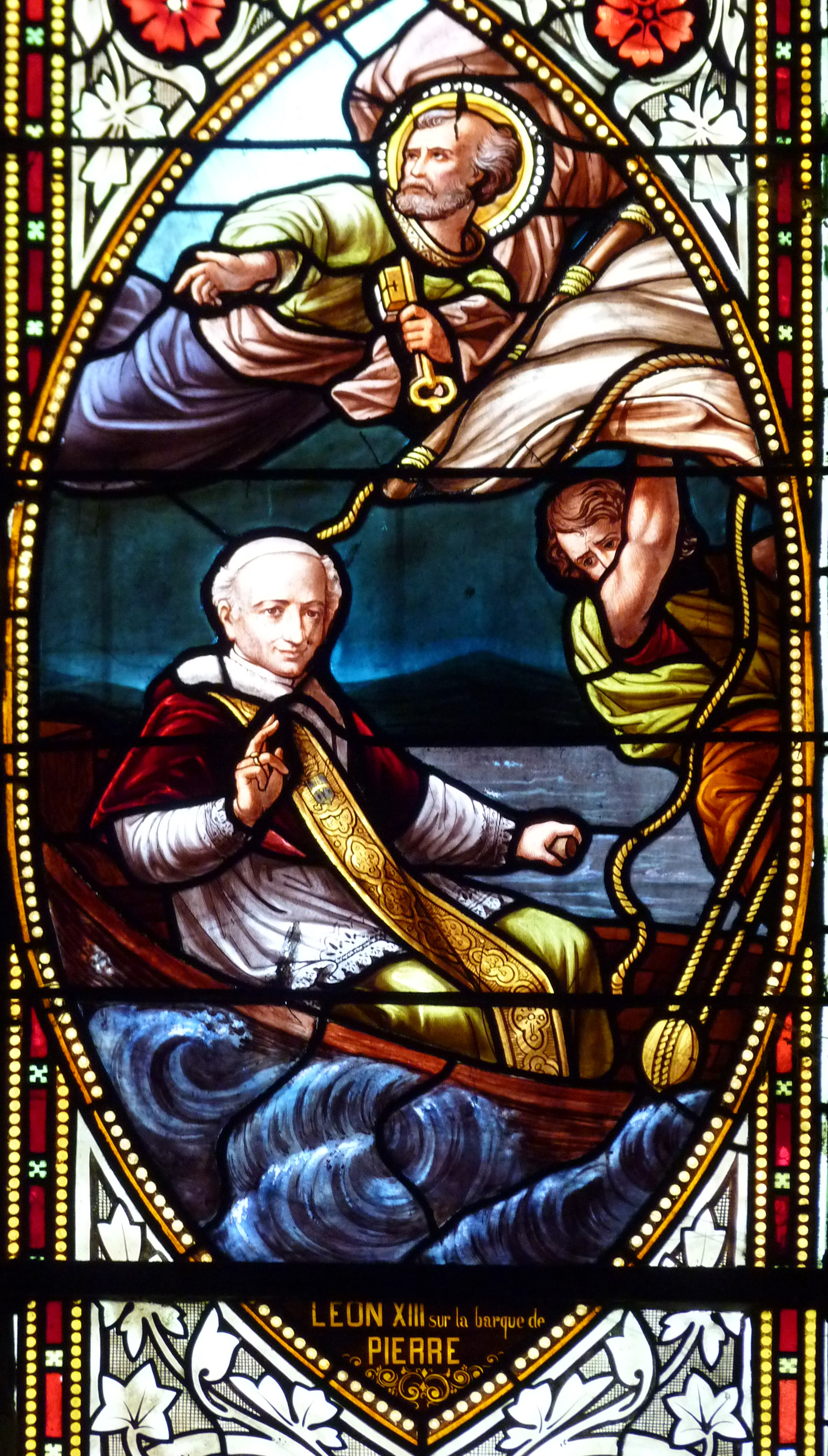

Le curé Pédemagnon réaffecte l'autel (dédié à saint Jean-Baptiste) du collatéral au culte du Sacré-Cœur le 24 juillet 1835. Subséquemment à cette réaffectation, en 1855-1856 l'autel est remplacé par la maison Daux de Bordeaux et le tableau par une œuvre du peintre parisien Didelin.
Vers 1850 la clôture de sanctuaire est renouvelée par les fonderies du Val d'Osne.
En 1860 le curé Barbe fait construire une tribune au-dessus du tambour entourant l'entrée de l'église. On y accède par l'escalier dissimulé dans une tour arrondie en demi hors d’œuvre (elle saille à l'extérieur) bâtie contre le mur est près de la façade sud. La tribune est remplacée par le menuisier local Pierre Sarres (ou Sarrez) en avril 1898 grâce au legs Burguerieu.
En 1874, la fabrique toulousaine Virebent fournit une nouvelle chaire à prêcher. Une cloche est installée en 1877. Les lustres sont changés en 1887.
En 1899, une tornade met à mal toute la Chalosse. Elle emporta le toit pointu du clocher avec sa flèche de 28 mètres en ardoise. L'ancienne toiture du clocher est remplacée, en 1936, par l'actuelle terrasse crénelée. Ce qui est apparu comme une aberration architecturale en béton armé est devenu le symbole de Montaut.

### XXesiècle
En avril-mai 1900, le peintre saint-severin Raphaël Peyruquéou peint les murs et voûtes de l'église de peintures décoratives. Ce décor est supprimé lors d'une restauration intérieure de l'édifice au tournant du XXIe siècle.
Les meubles de sacristies, fauteuils et tabourets de célébrant sont renouvelés par la maison L. André d'Angers en 1927 ; et les fonts baptismaux en 1930.
En 1928, l'église possède la grosse cloche de 1760, fêlée à l'occasion du tocsin sonné pour la Victoire en novembre 1918. Cette année-là, la cloche fêlée est remplacée par la Marie-Louise, fondue en 1928 par le fondeur tarbais André Darricau. 

L'église possède aussi une cloche de taille moyenne, et deux petites au sujet desquelles curé Lafitte écrit que « la plus petite pouvait être levée à bras par un seul homme et l'autre la suivait de près, on ne les utilisait que pour les obsèques des petits enfants ». Ce sont les deux cloches d'Émile Vauthier de la fin du XIXe siècle.
Comme la collecte pour la grosse cloche a été fructueuse, ces deux petites cloches sont elles aussi refondues par Darricau en 1928 pour en fabriquer une plus grande ; et la Marie-Louise et la moyenne conservée) sont dotées d'un contrepoids.
En 1954 Marcel Fourcade refond la cloche installée en 1877.

## Description
L'entrée est formée de trois arcatures ogivales encadrant un portail en bois de chêne du XVIIe siècle. Sur le tympan admirablement sculpté, deux petits personnages ailés présentent les clefs pontificales et la tiare de Saint-Pierre, patron de la cité.

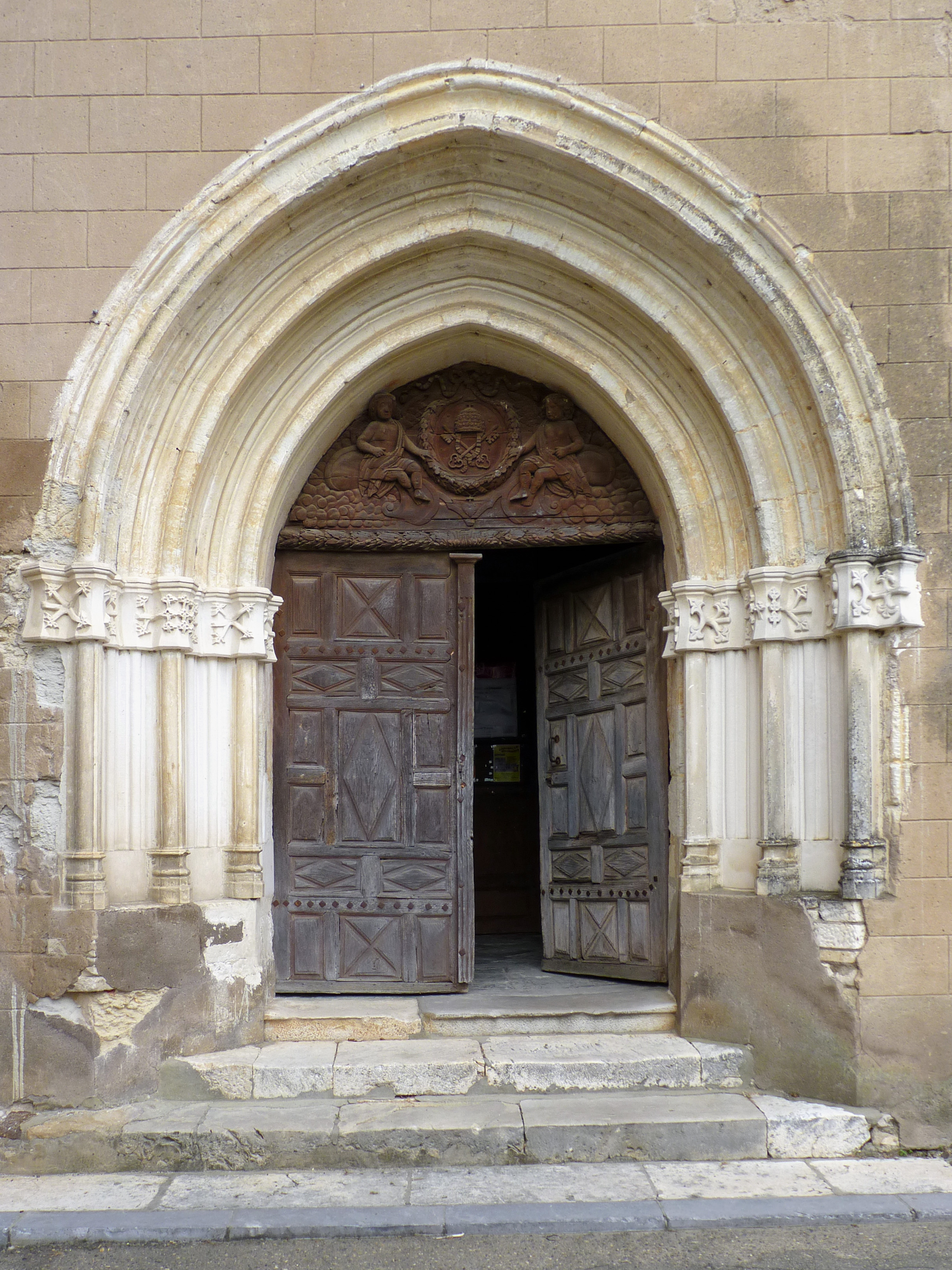
Le portail de l'église
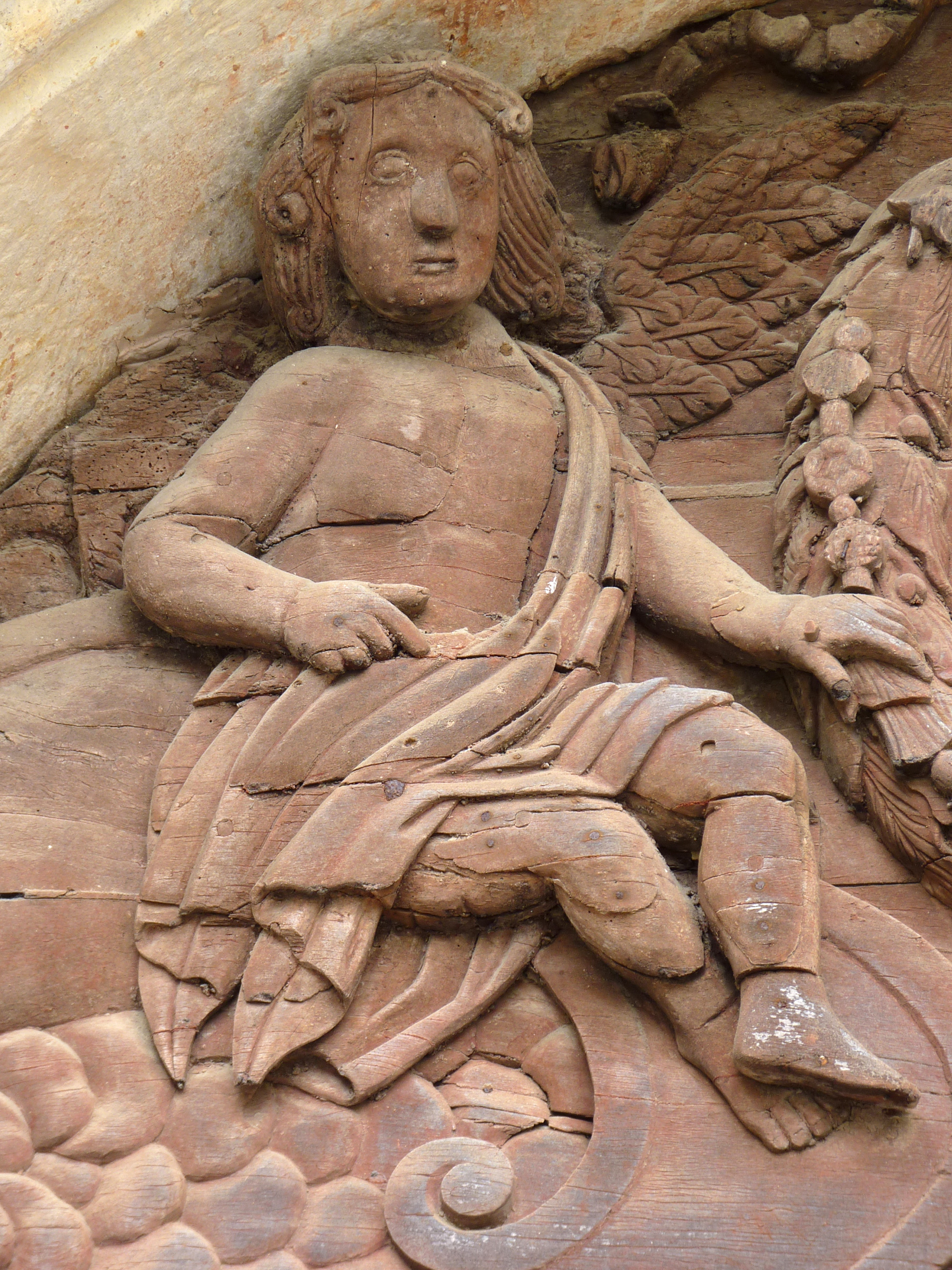
Détail du tympan
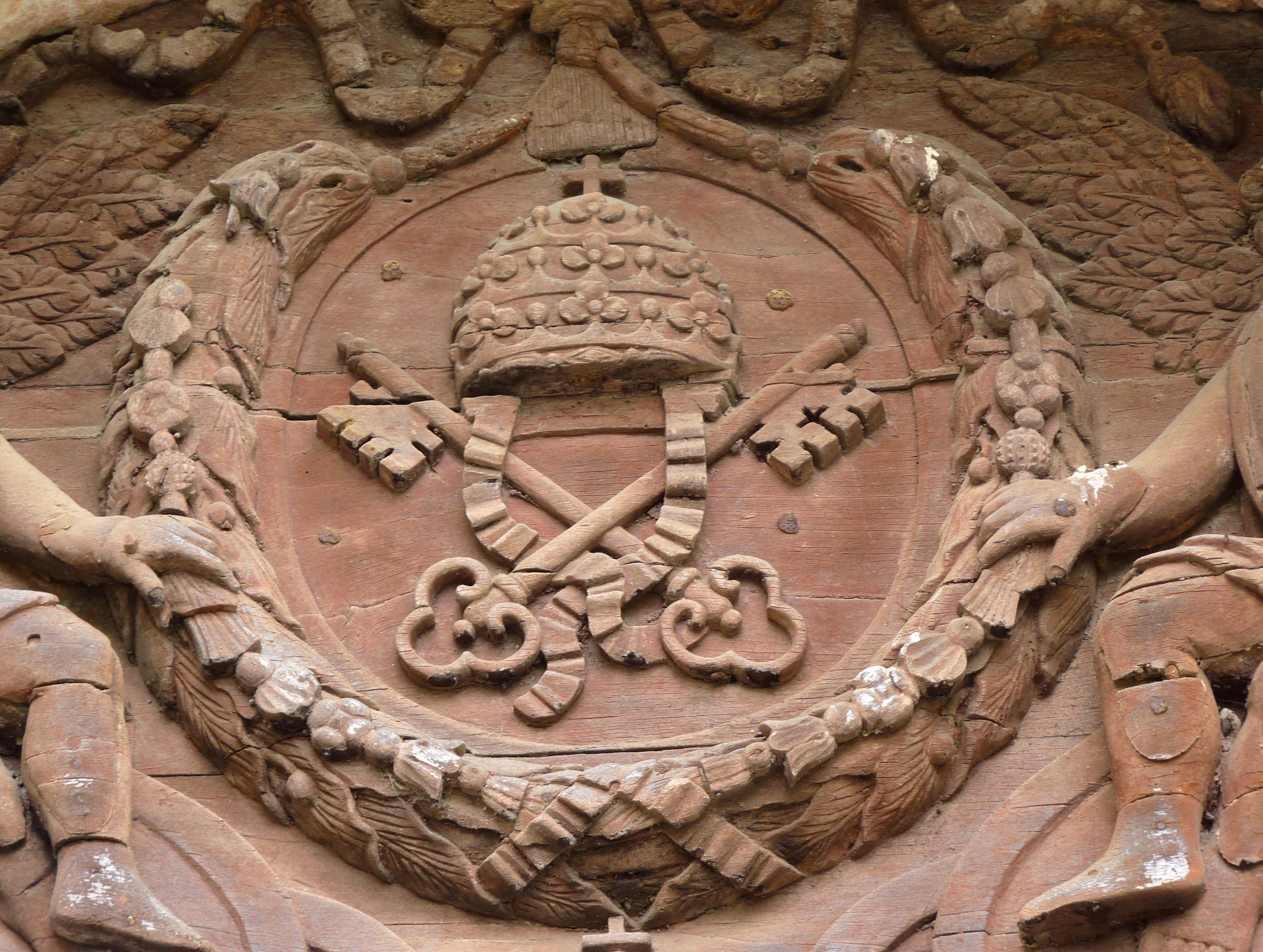
La tiare de St Pierre et les clefs pontificales
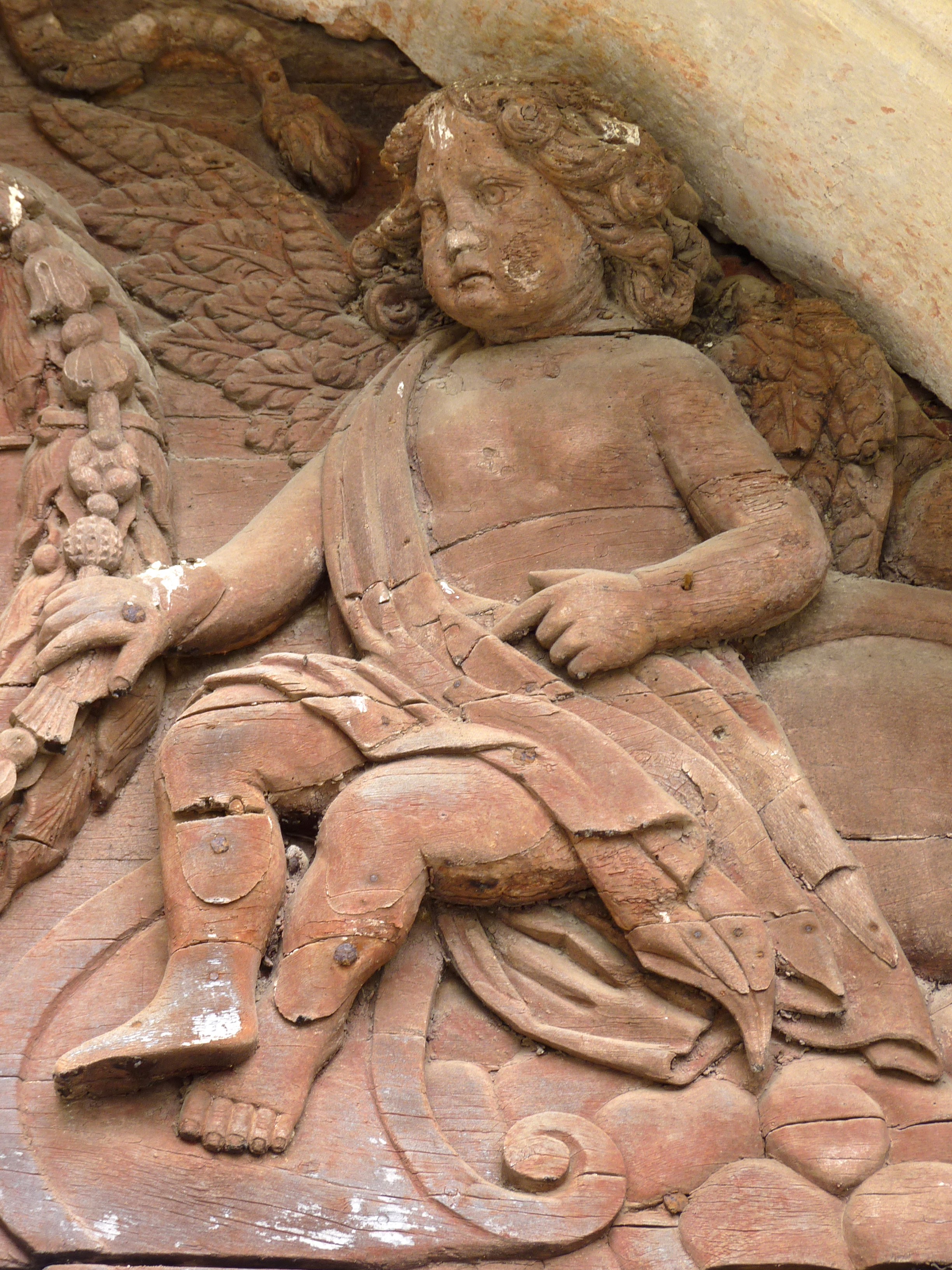
Détail du tympan

Dans le collatéral, les nervures, ogives, liernes et tiercerons se rejoignent à droite dans une bague à collerette et à gauche, dans une colonne, avec une grande finesse.

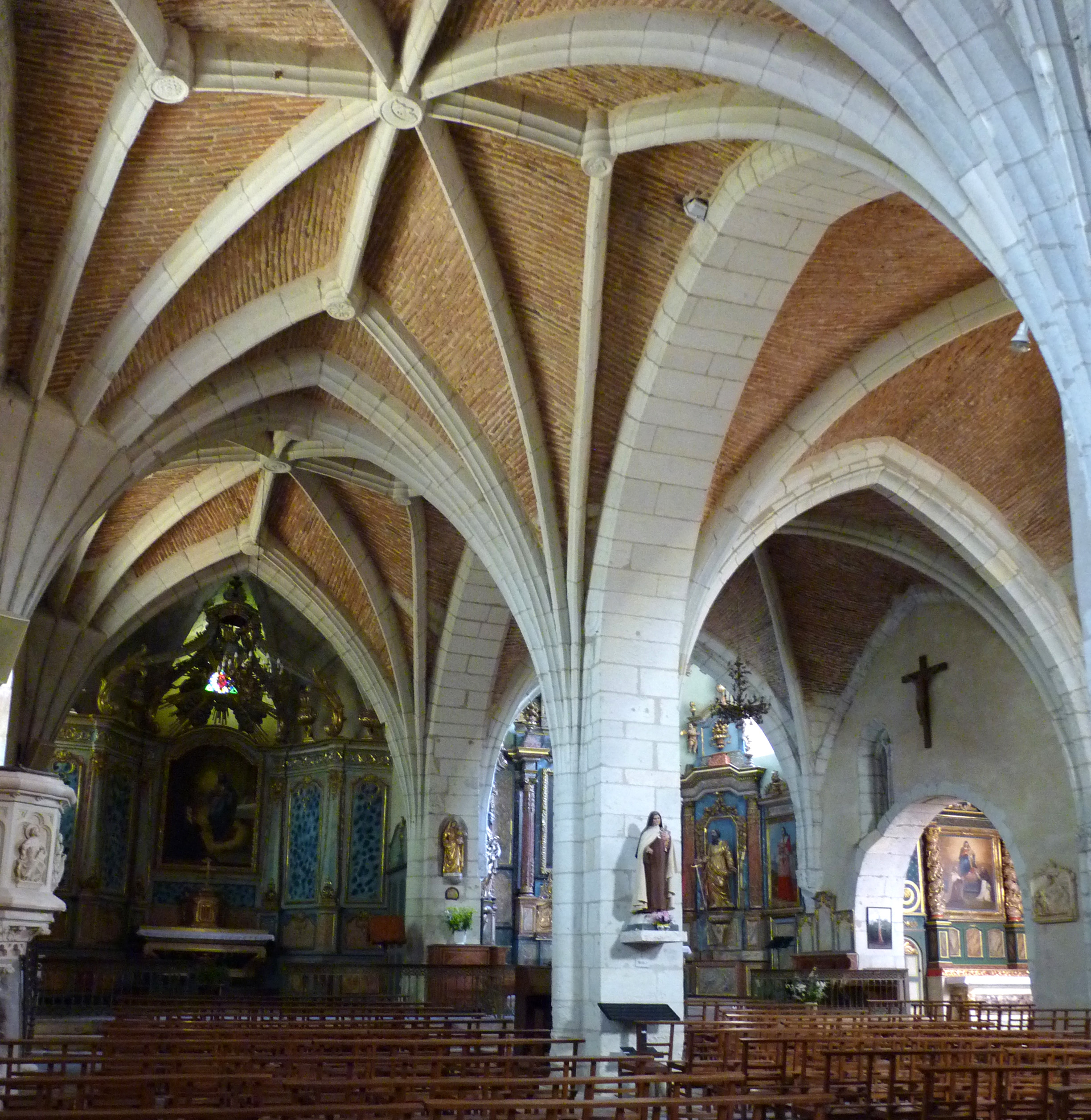
Vue transversale
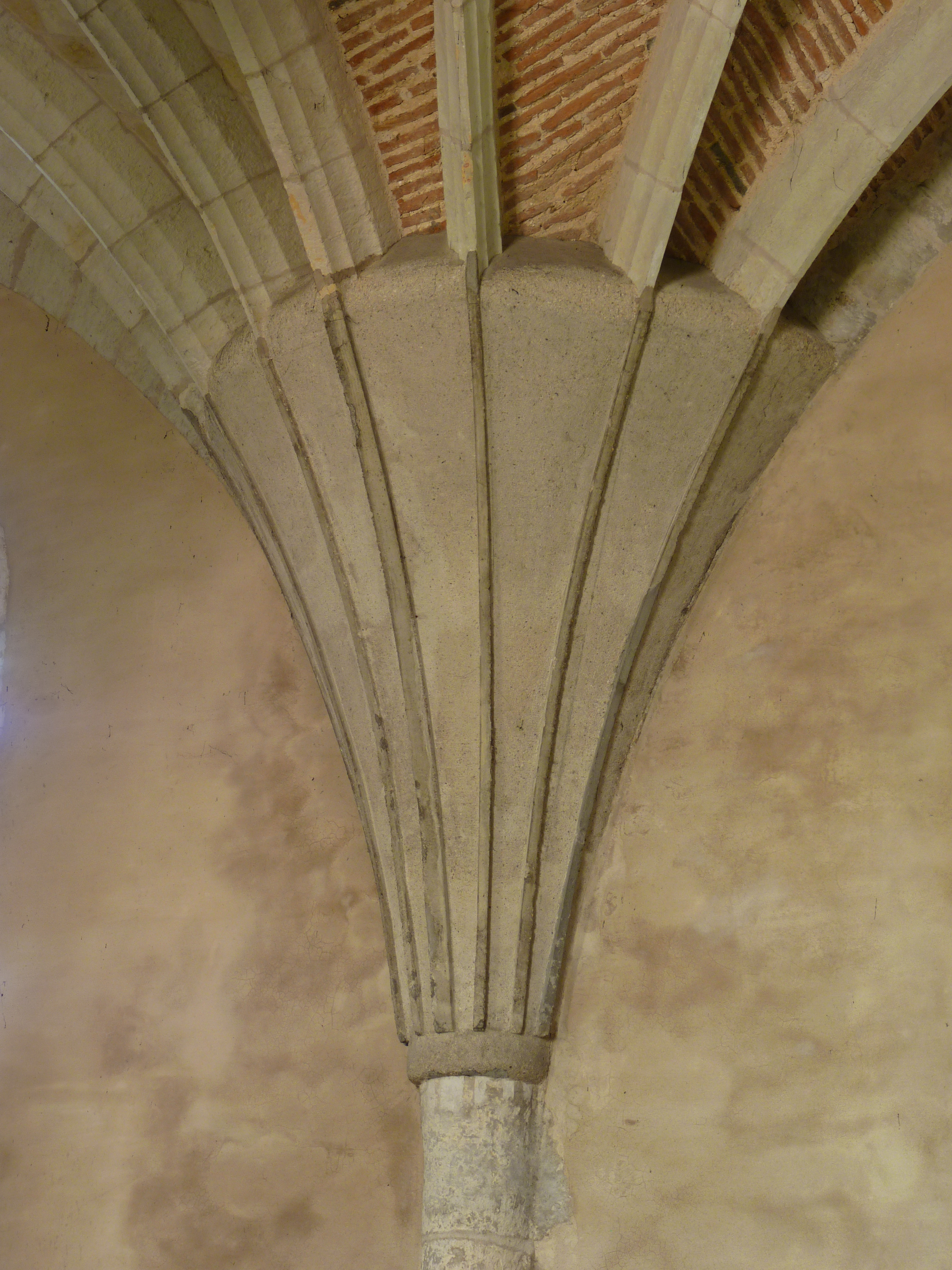
Retombées d'ogives (gauche)
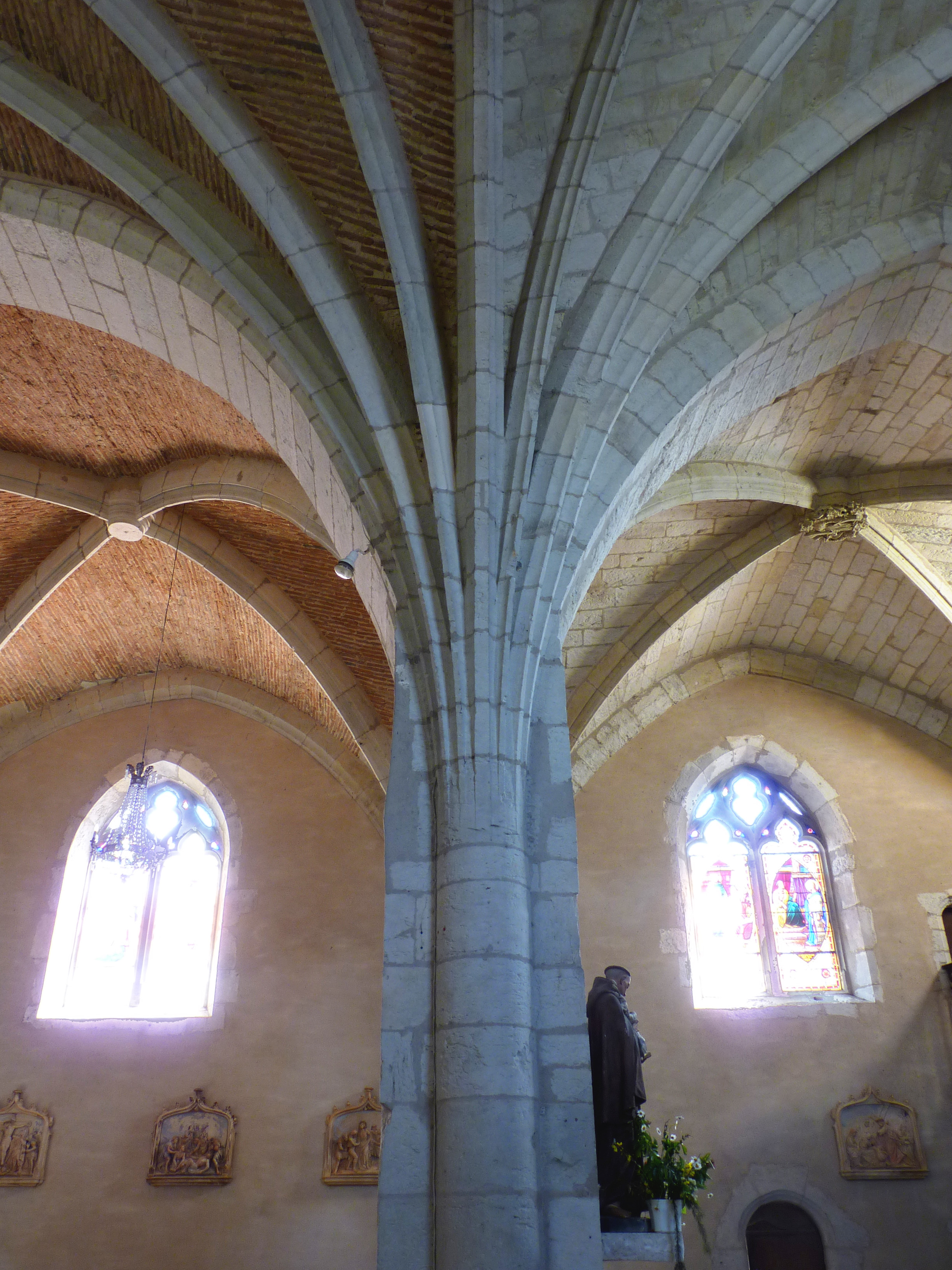
Retombées d'ogives avec voûte en brique et en pierre
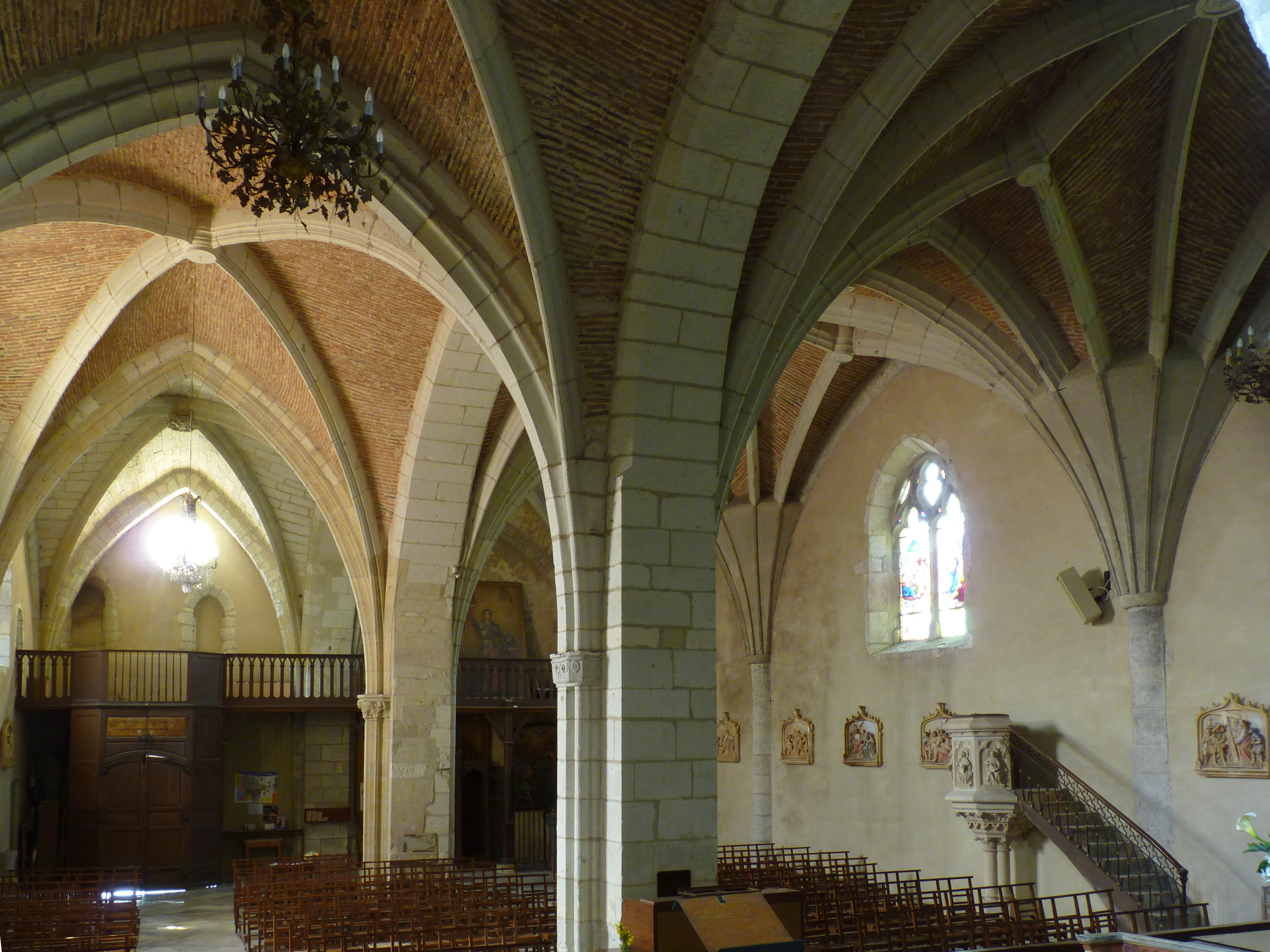
Vue transversale sur la tribune et la clef de voûte

La clef qui se tient à l'entrée, représente Sainte-Catherine avec une grande précision. La sainte porte la palme ainsi que la roue dentée et brisée de son martyre. Elle est d'une grande beauté. Sa taille mince est prise dans une robe qui retombe à terre en une cascade de plis. Elle est couronnée et piétine l'empereur Maximilien qui tient à la main l'épée du persécuteur. La scène est encadrée par un enroulement de tiges souples.
De la toute première nef du XIVe siècle, restent six des chapiteaux originels, que S. Thouin a situés sur un plan en 2006. Ces chapiteaux sont sculptés de représentations originales à la signification énigmatique.

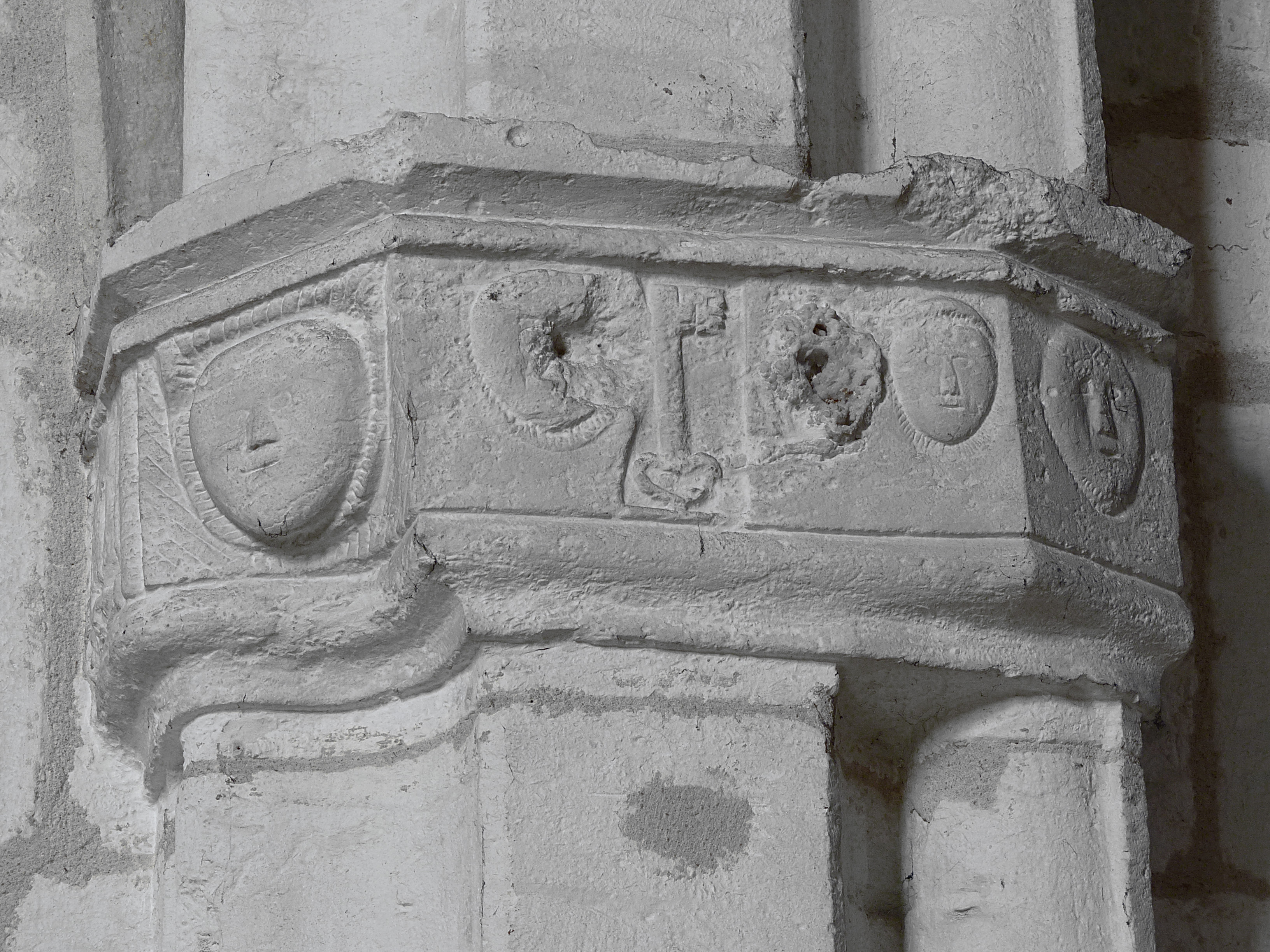
Chapiteau (3)[n 7]
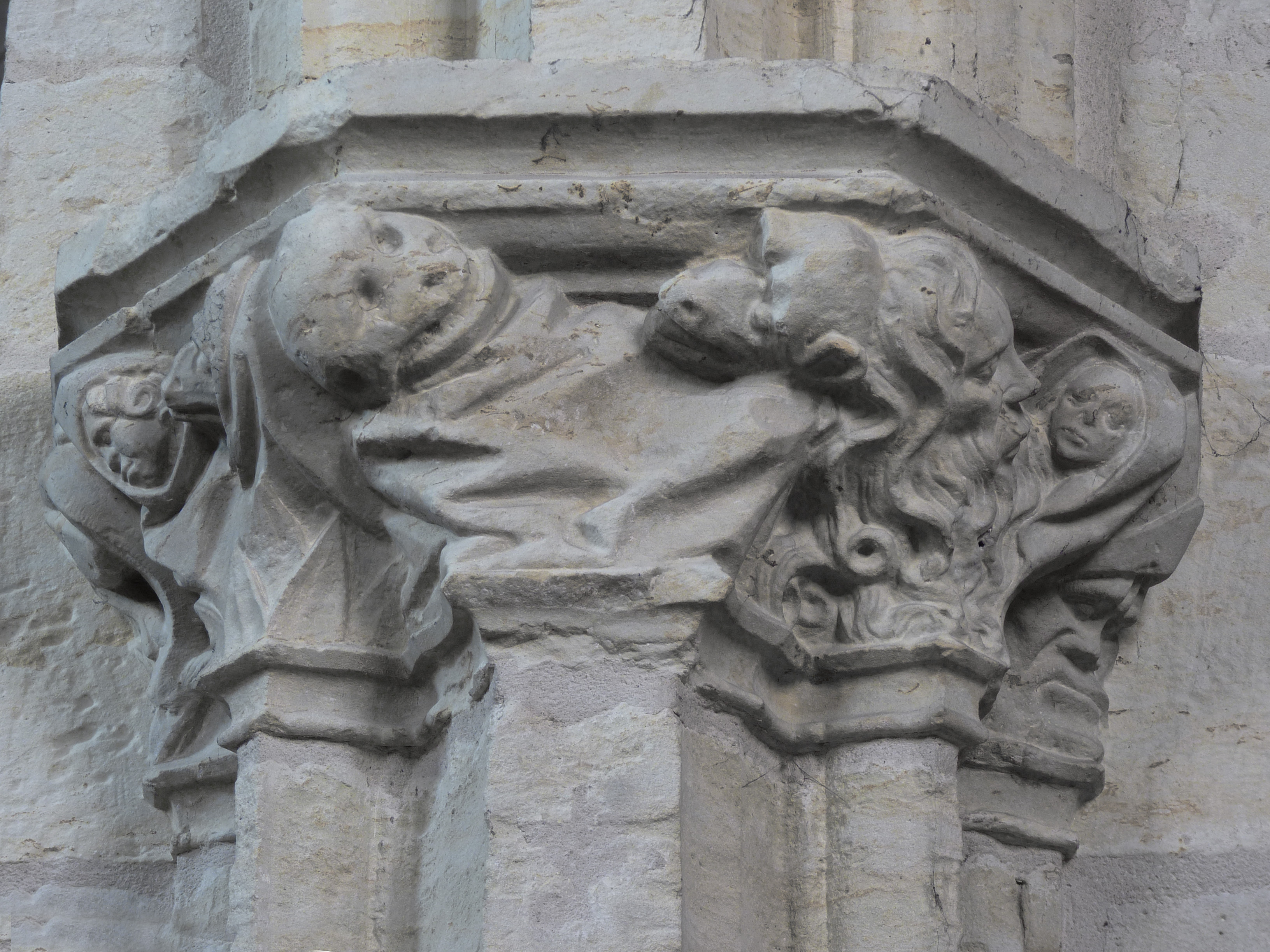
Chapiteau (5)[n 7]
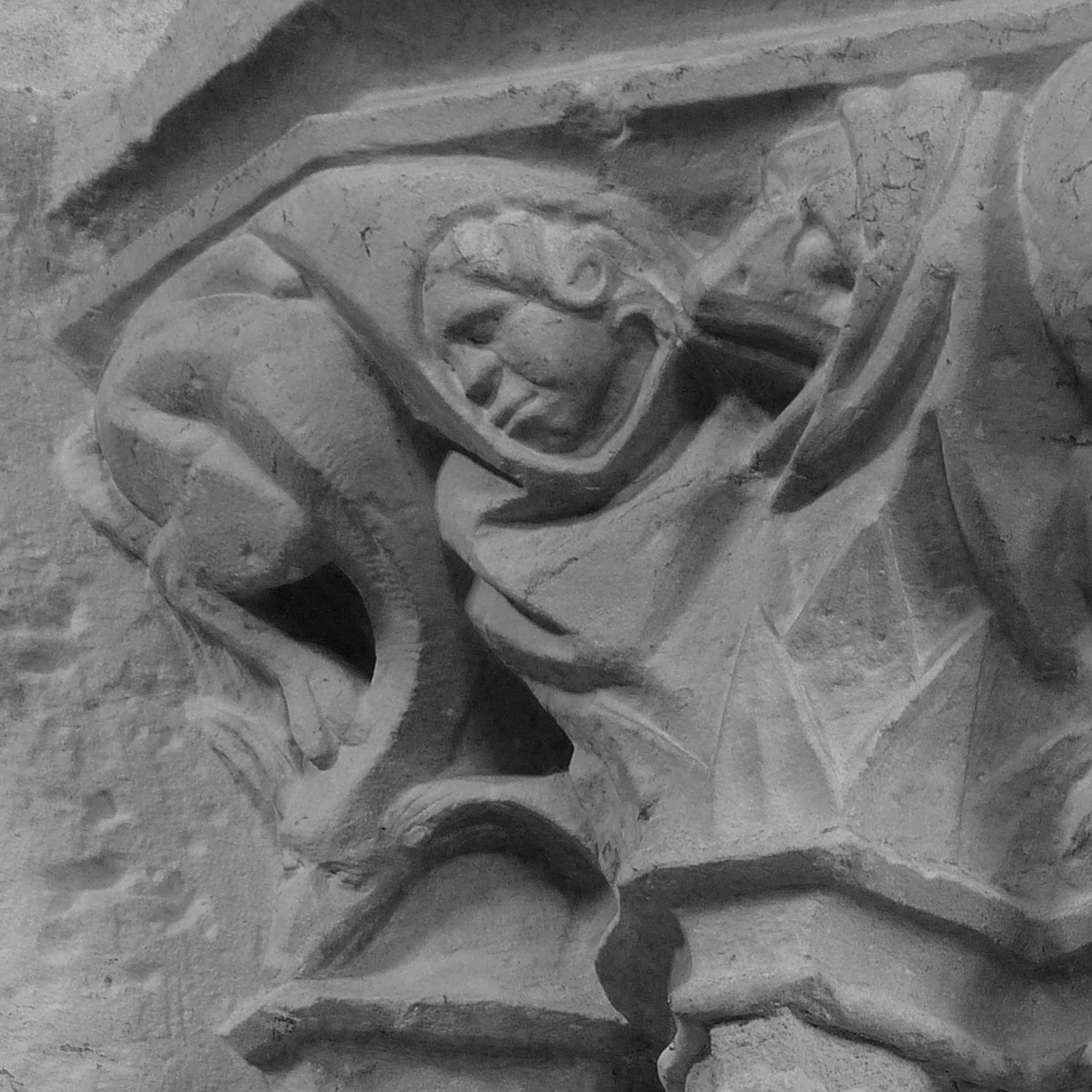
Détail du chapiteau (5)[n 7]
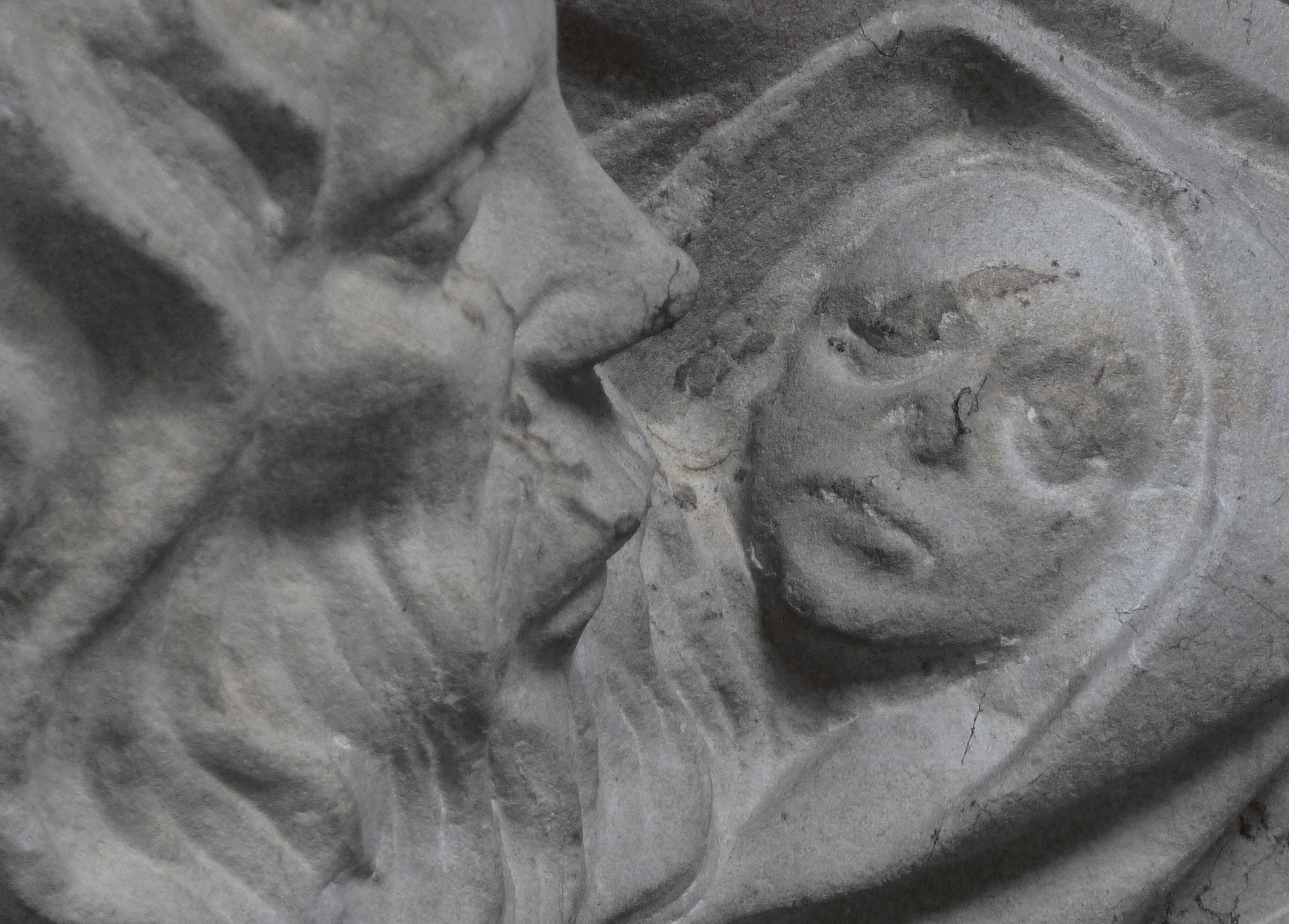
Détail du chapiteau (5)[n 7]

## Le mobilier

### Retable du maître-autel
Le retable du maître-autel est en bois doré. Il se compose de trois corps nettement séparés les uns des autres par des colonnes en partie cannelées. Il est splendide et grandiose. Son installation a même nécessité de remplacer les voûtes trop basses du chœur par un plafond plus élevé. Son couronnement central est en effet très élevé et très développé. Dieu le Père y est représenté en buste, les bras largement ouverts, sous une guirlande et à l'intérieur d'une architecture ornée de rayons. Au-dessous, sur des entablements, des angelots entourés de pots à feu viennent couronner la sainte patronne Catherine, qui est figurée sur la toile centrale, attachée au poteau de son supplice. Les niches latérales, décorées de guirlandes, abritent de grandes statues de saint Pierre et de saint Paul et, de part et d'autre, deux tableaux datés et signés "F. Gudin, Pau, 1836" qui représentent respectivement saint François de Sales et saint Charles Borromée. À la base du retable, le tabernacle illustre deux scènes de l'Annonciation surmontées du triangle de la Sainte Trinité et une scène de l'Épiphanie. Au-dessus du crucifix, un ange en bois doré tient d'une main un écusson avec le monogramme de Jésus et de l'autre, une trompe céleste.

Retable et maître-autel
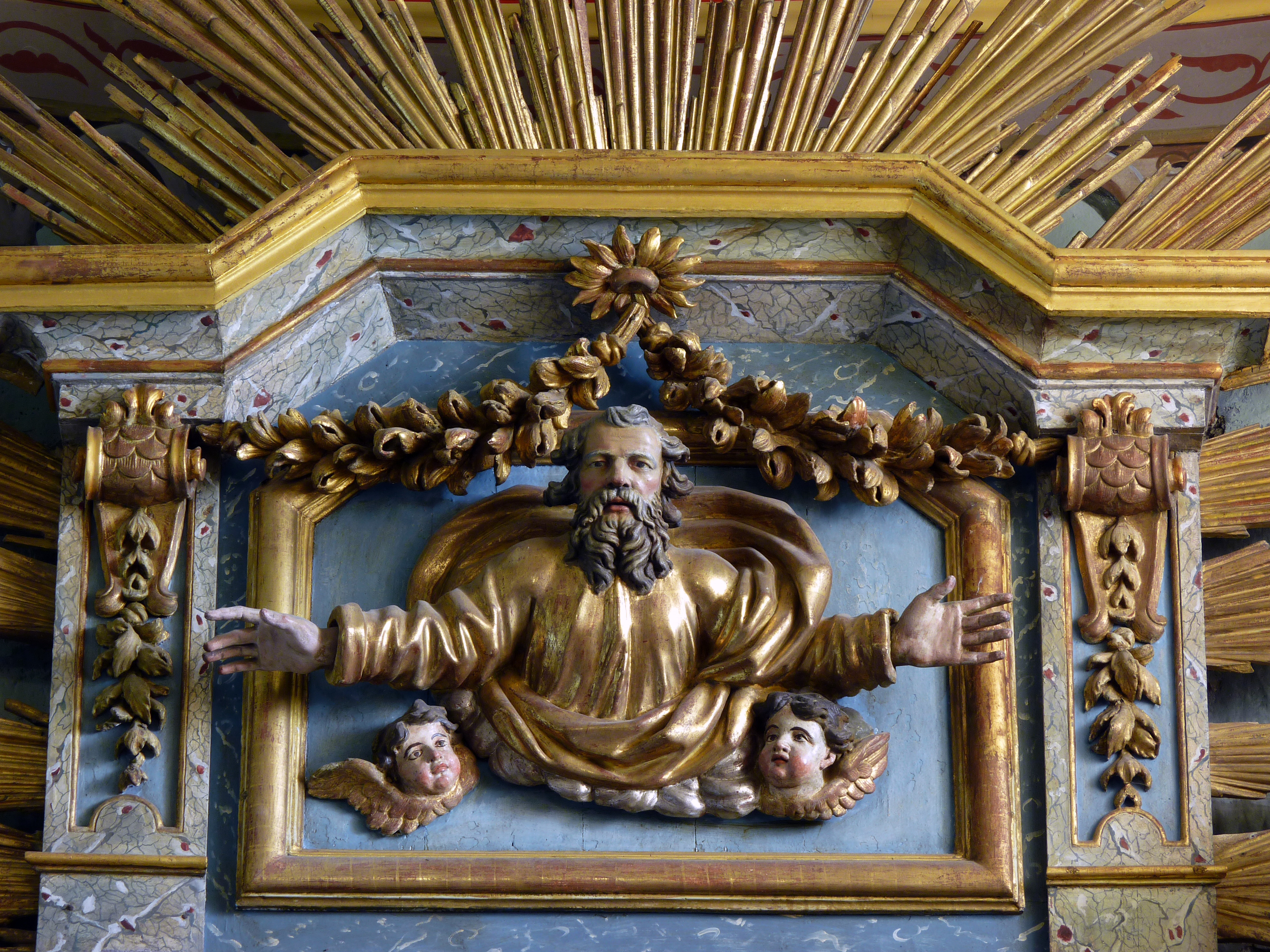
Détail du retable
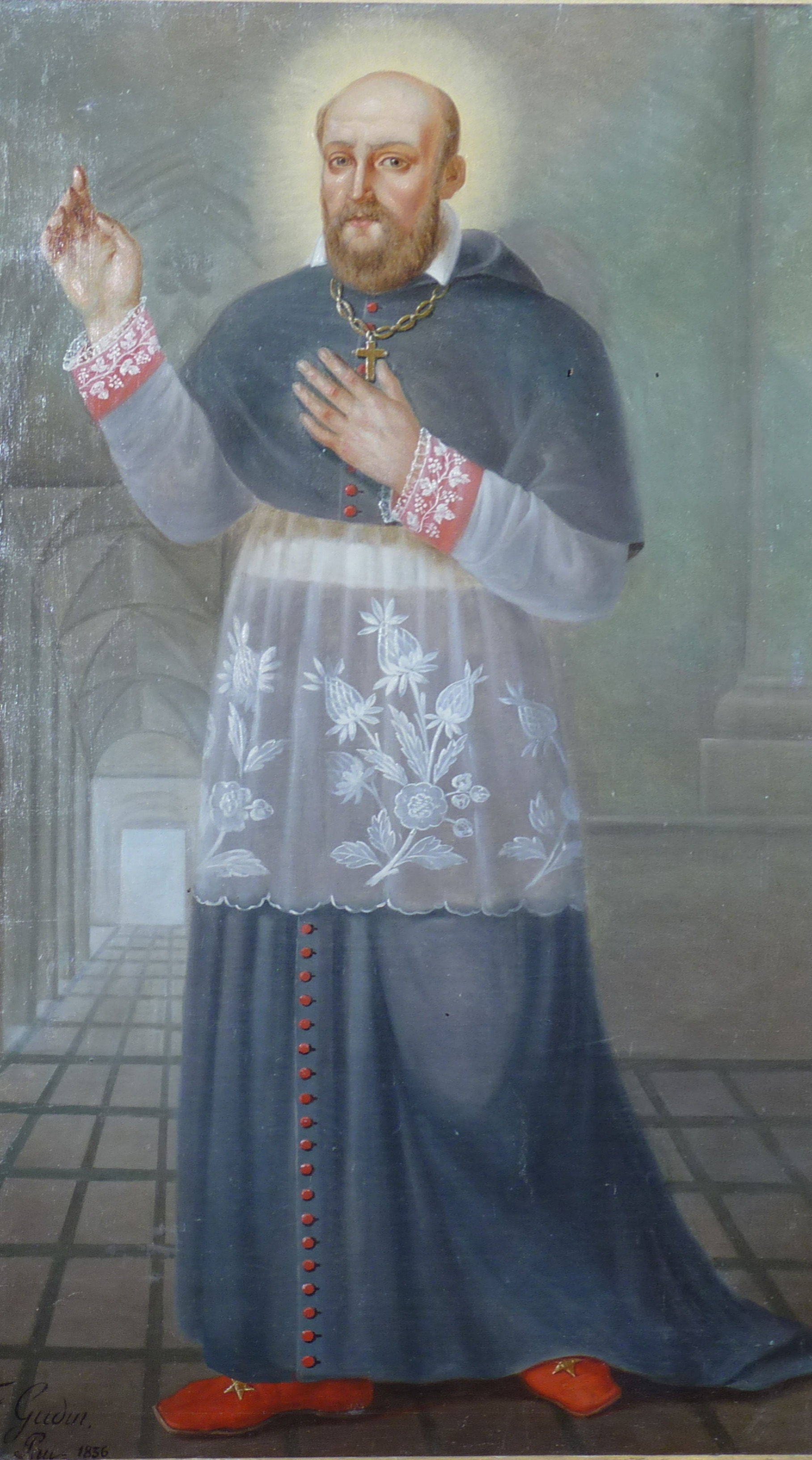
St François de Sales
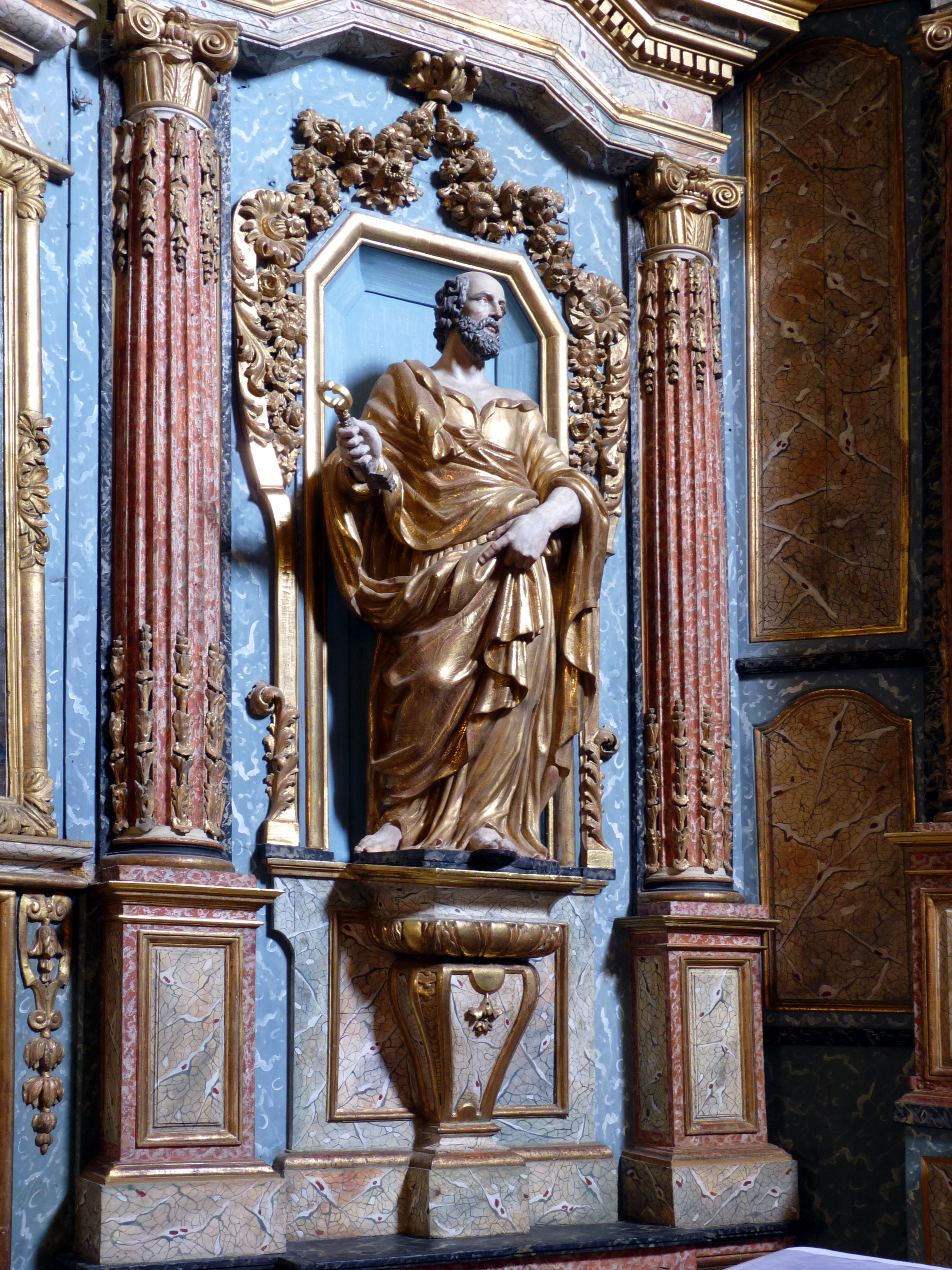
Saint Pierre
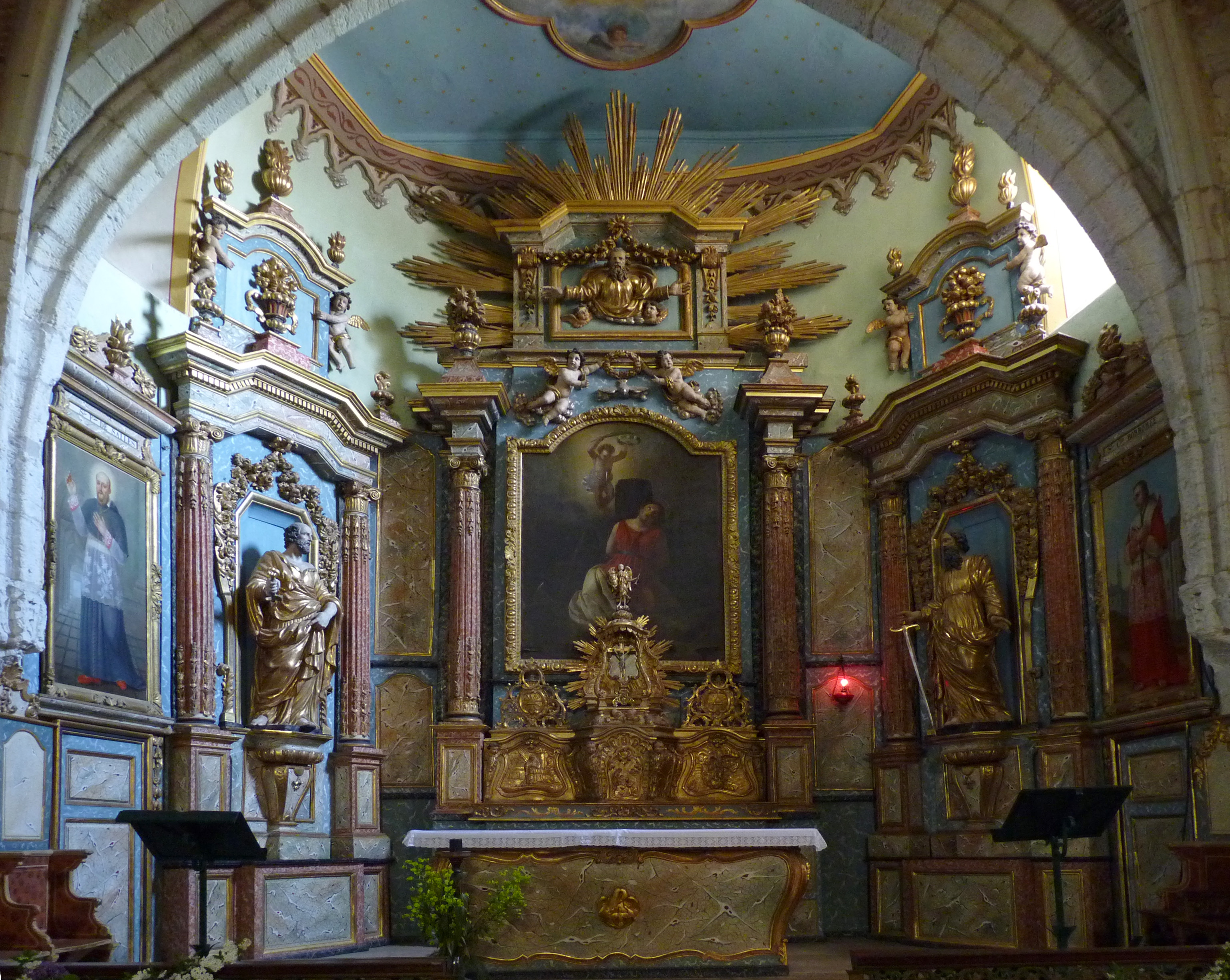
Le retable et le maître-autel
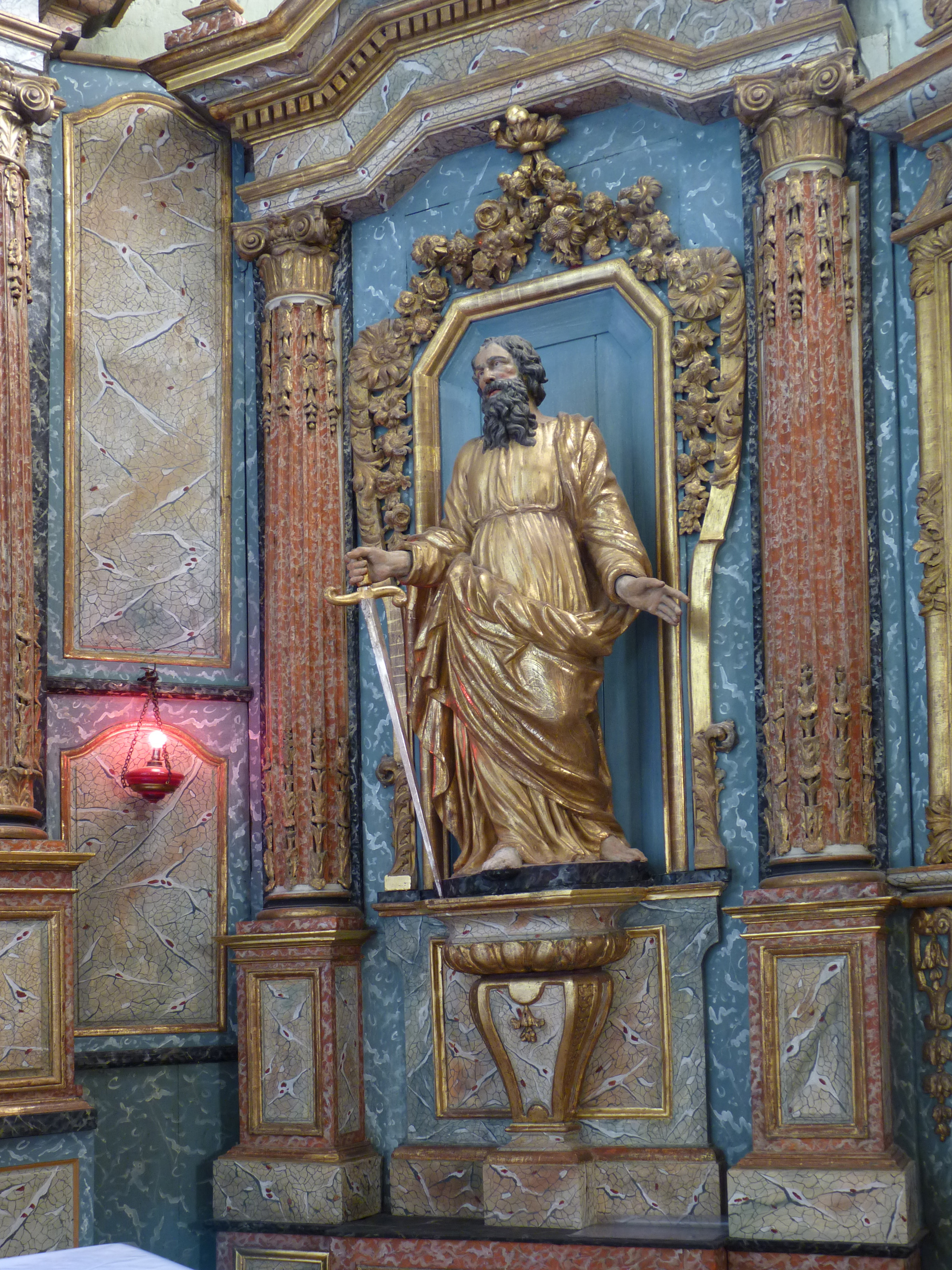
Saint Paul
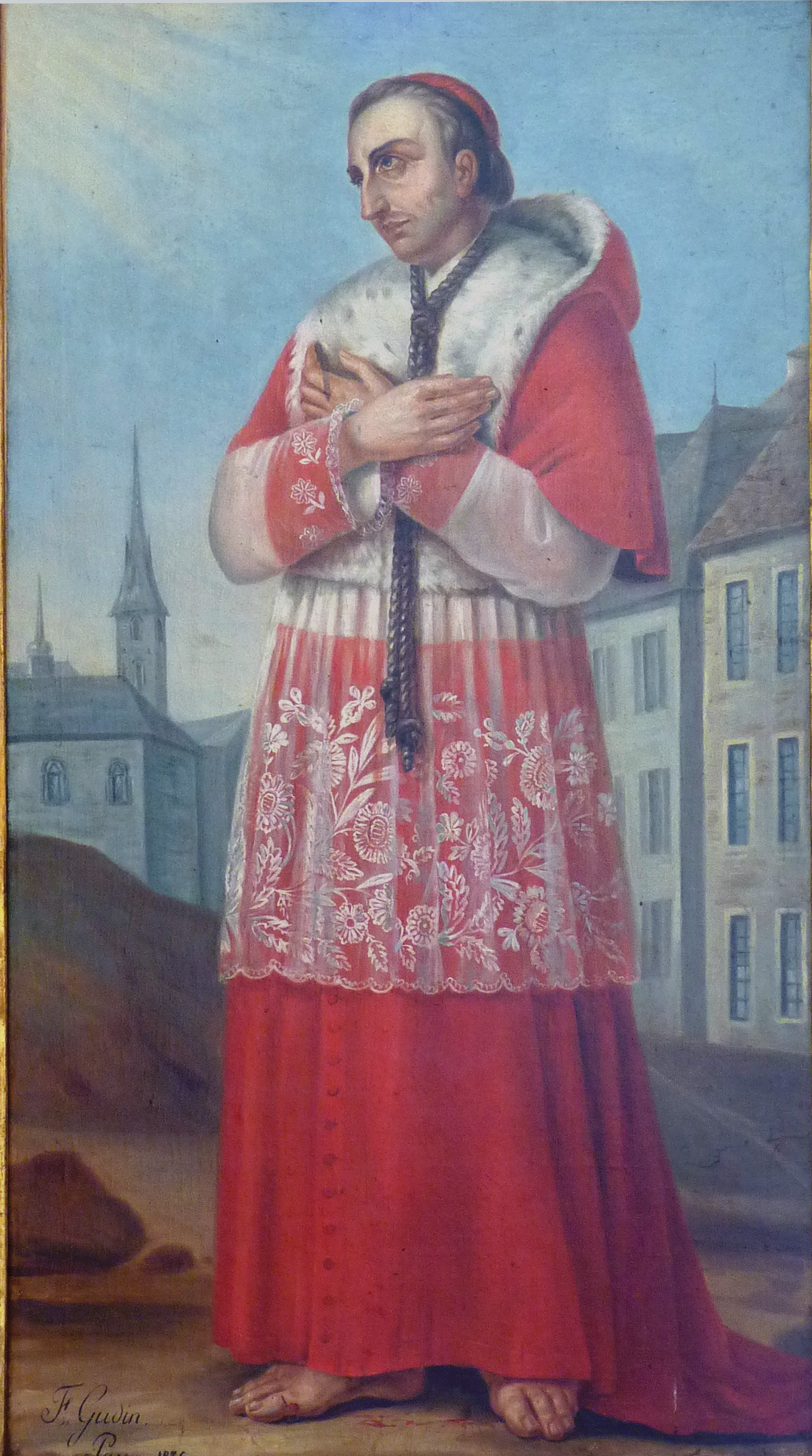
Saint Charles Borromée

tabernacle
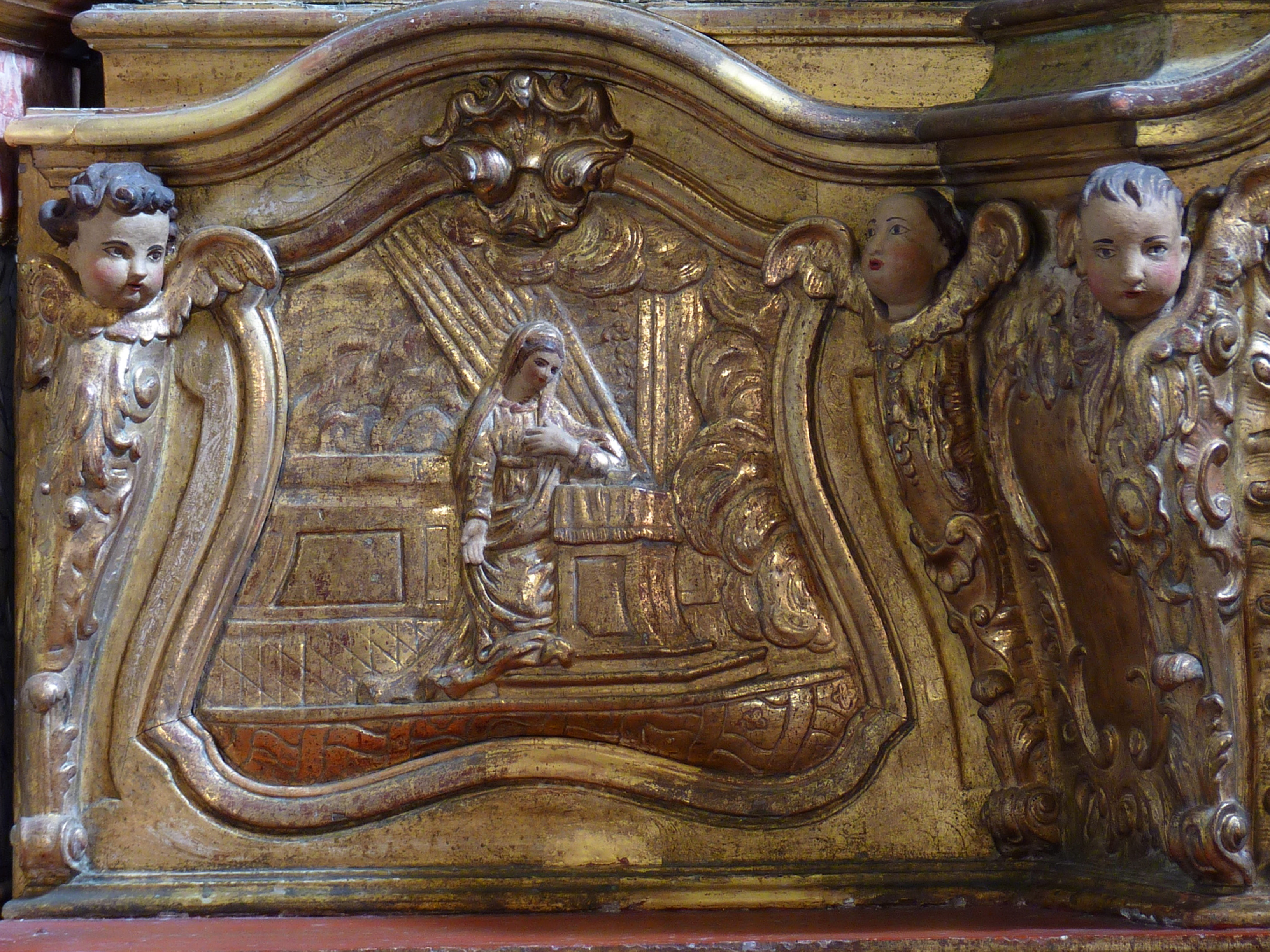
Détail du tabernacle
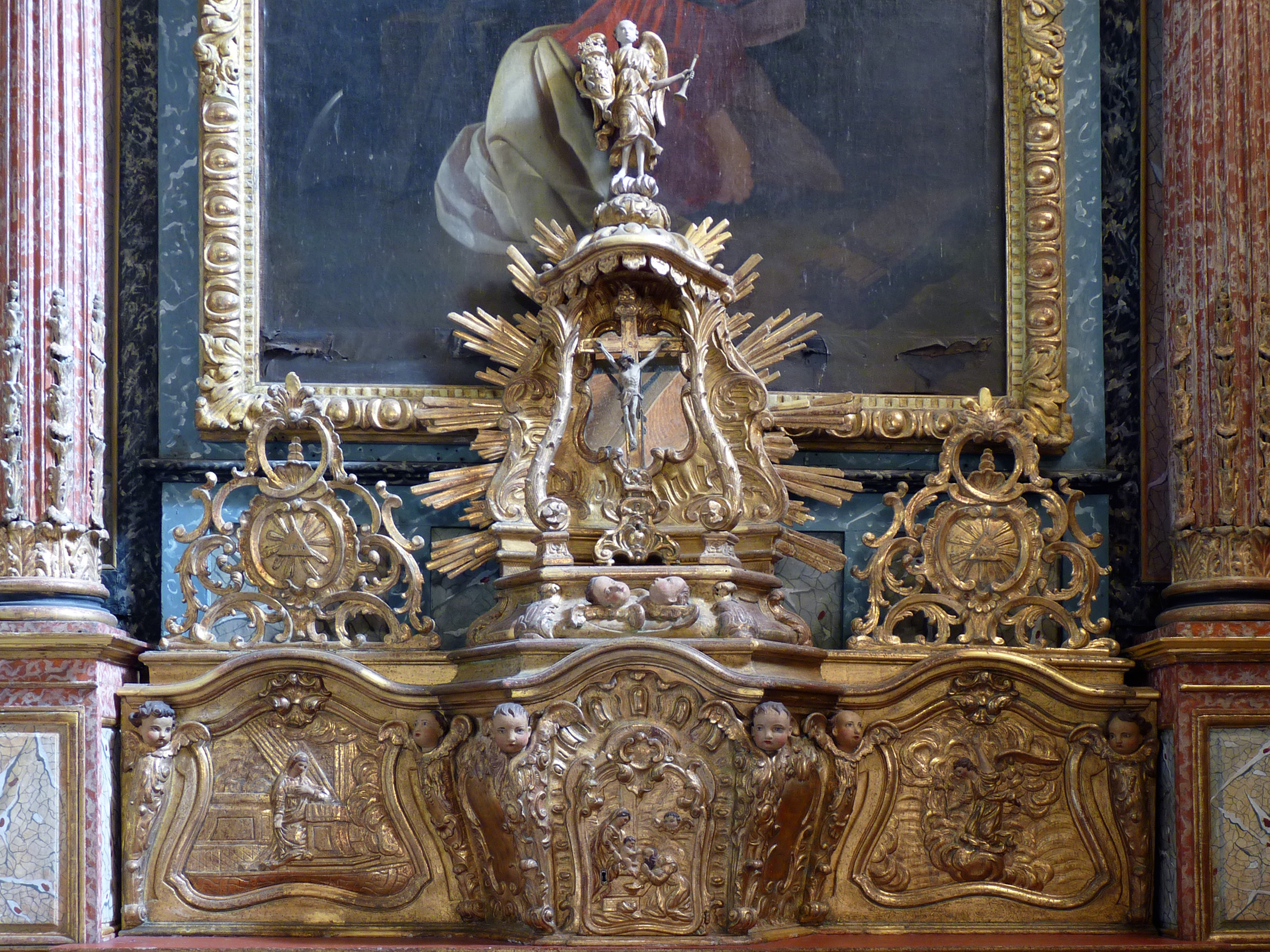
Vue d'ensemble du tabernacle
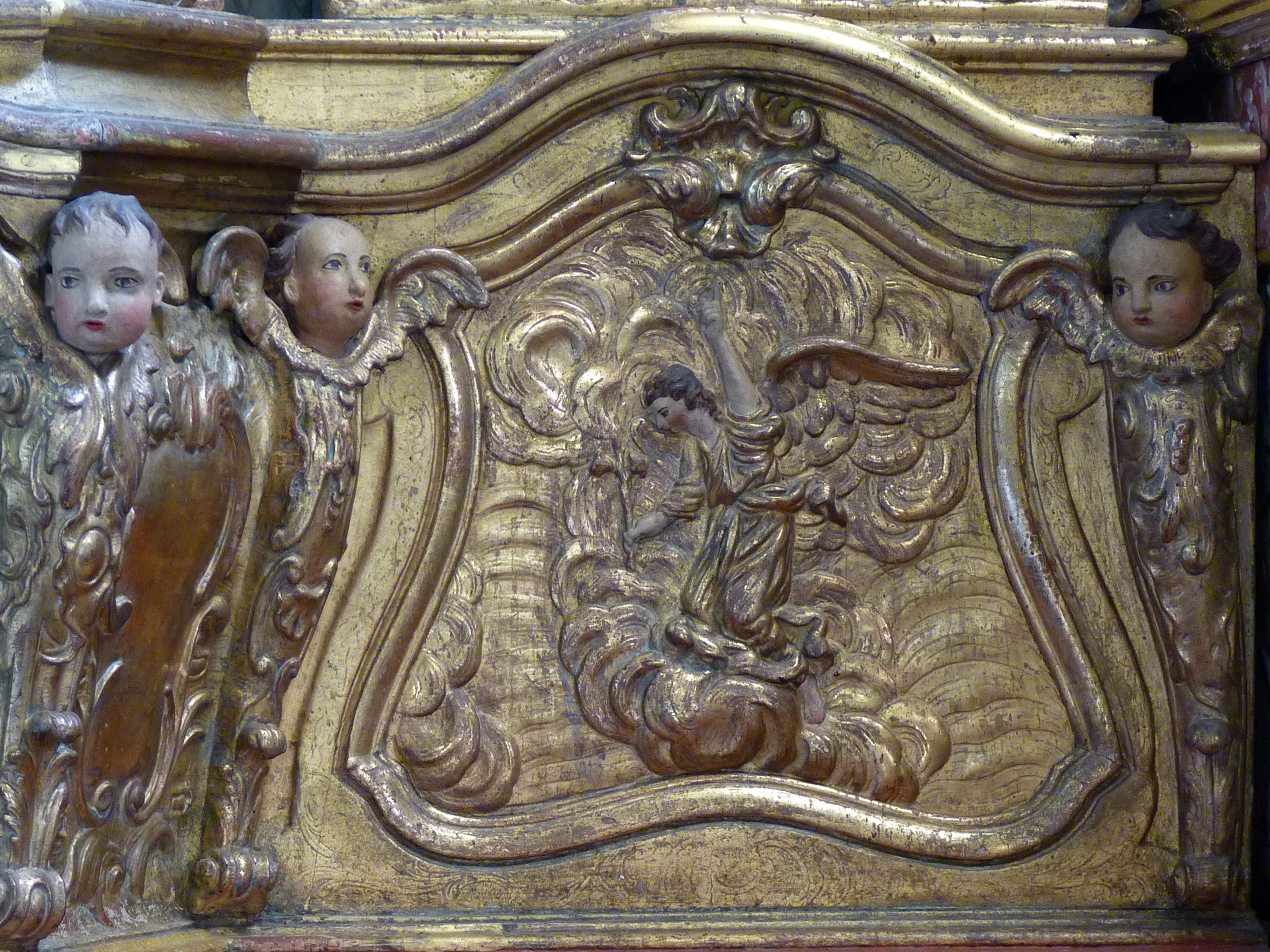
Détail du tabernacle

### La chapelle de la Vierge
Le retable de la chapelle dédiée à la Vierge est encadré de colonnes torses décorées de pampres et de grappes de raisin. Il se termine de chaque côté par une grande volute. Au centre, une toile signée "E.D. Filippy, 1833" représente la Vierge à l'Enfant avec saint Dominique et saint Simon Stock.

### Le collatéral
Le retable du collatéral (vaisseau ouest de l'église) se compose d'un ensemble de panneaux polychromes, terminé au sommet par des fleurons en relief. Une frise souligne l'entablement qui est surmonté d'une gloire formée de rayons et de nuages encadrant un triangle où se trouve un cœur enflammé. L'ensemble est couronné d'un baldaquin constitué de quatre branches et s'accompagne de pots à feu. Le tableau, peint en 1856 par Didelin, représente l'Apparition du Christ à Marguerite-Marie Alacoque,.

Retable du Sacré-Cœur, collatéral
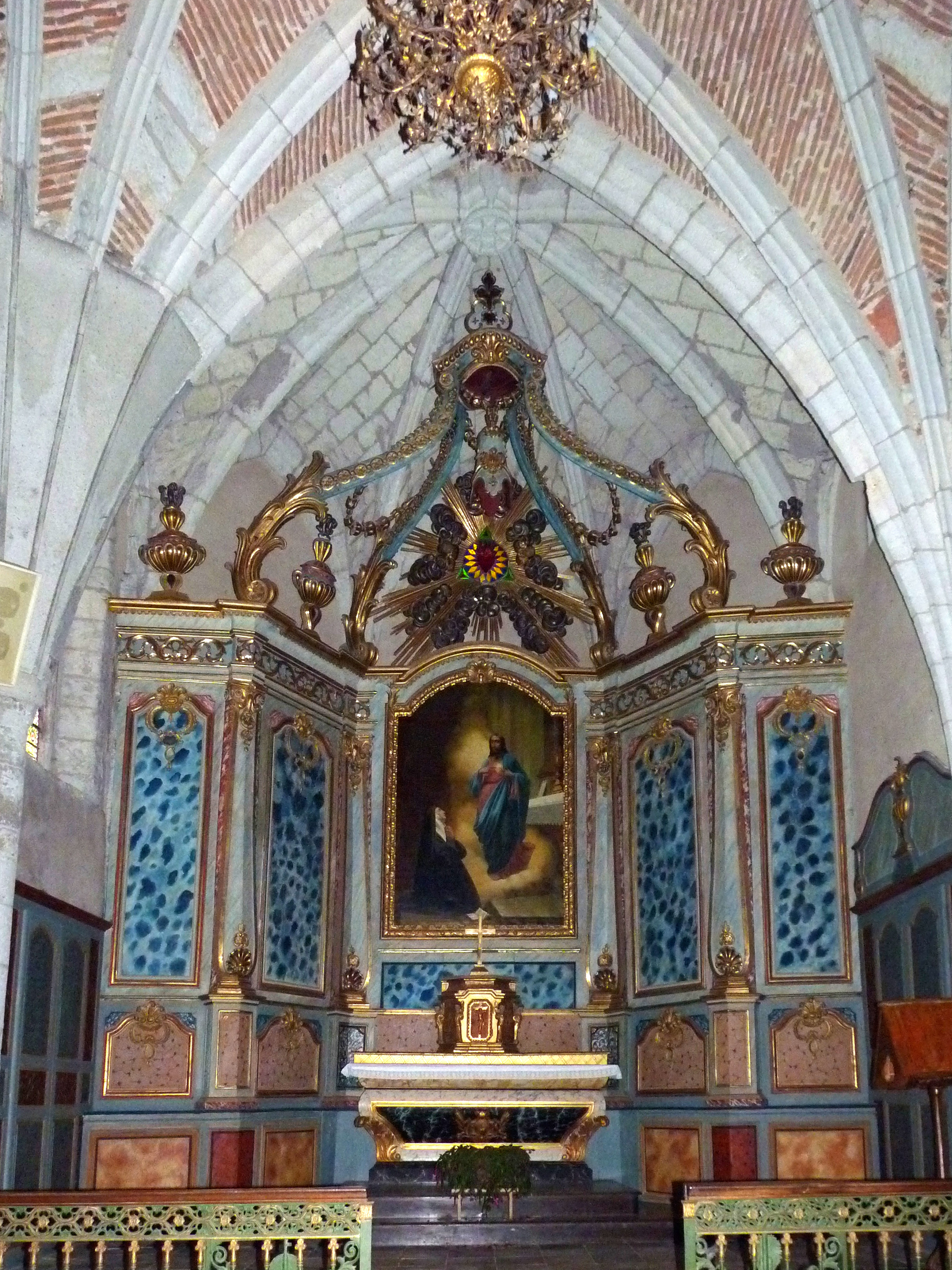
Vue d'ensemble
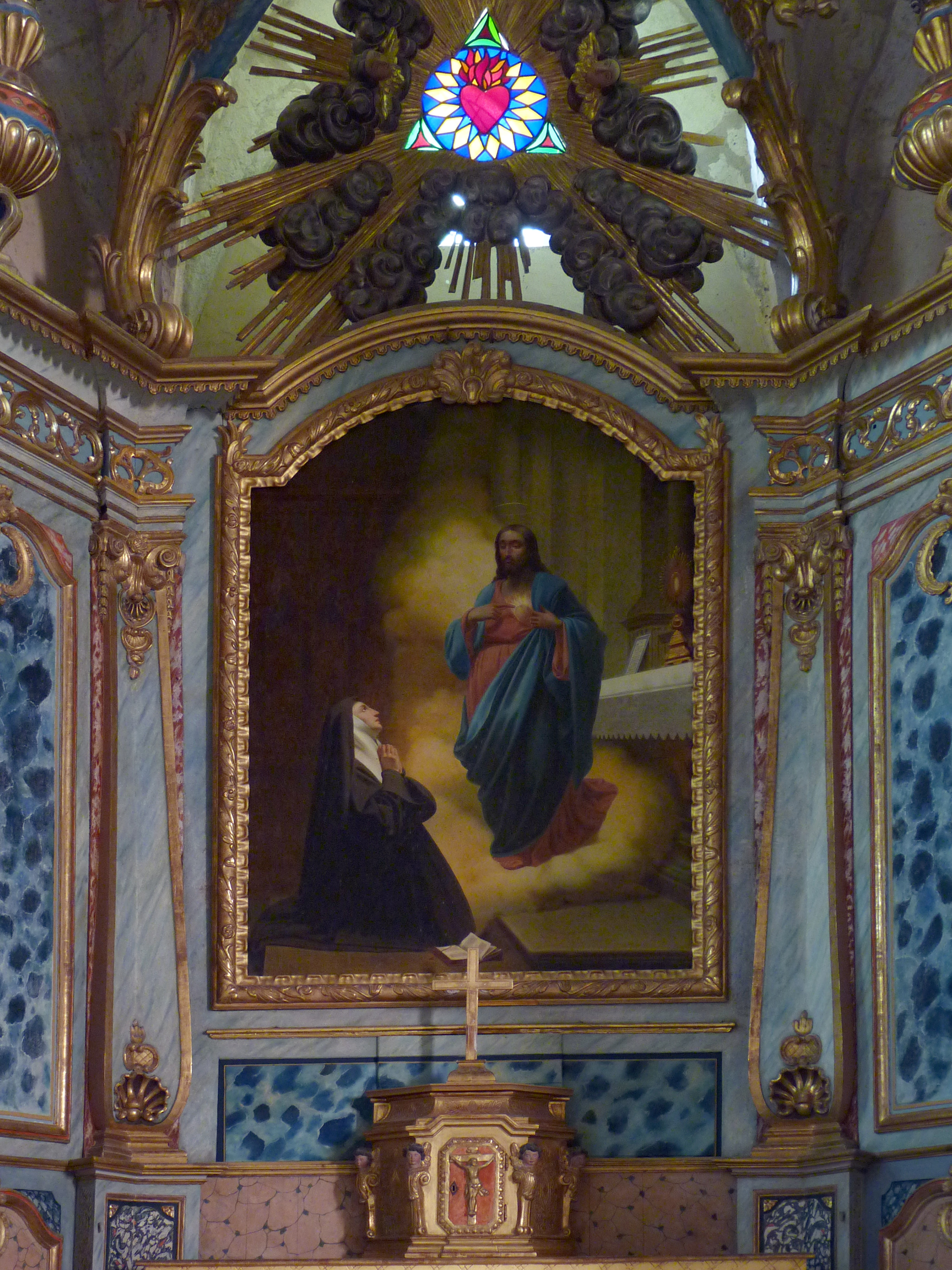
Détail